# Rincón del Bonete

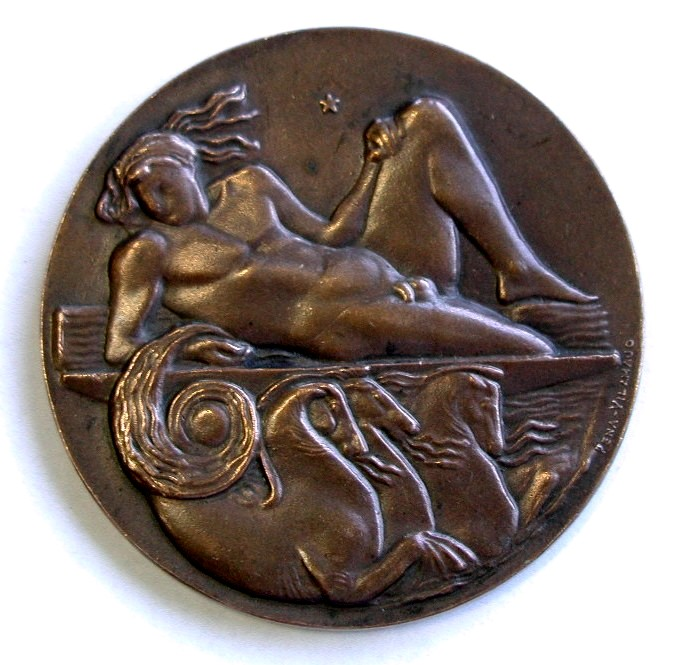
Medalla de bronce, acuñada con motivo de la inauguración de la Central Hidroeléctrica Rincón del Bonete. Diciembre de 1945. Sus autores fueron el escultor Antonio Pena y el arquitecto Julio Vilamajó.

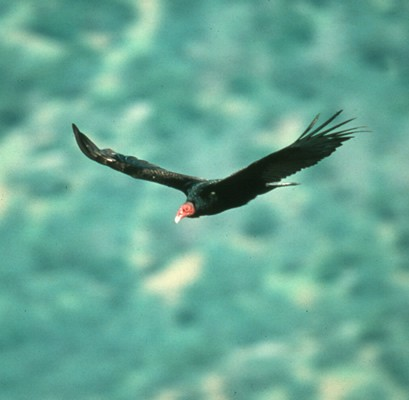
Carancho, o buitre de cabeza roja, en pleno vuelo.

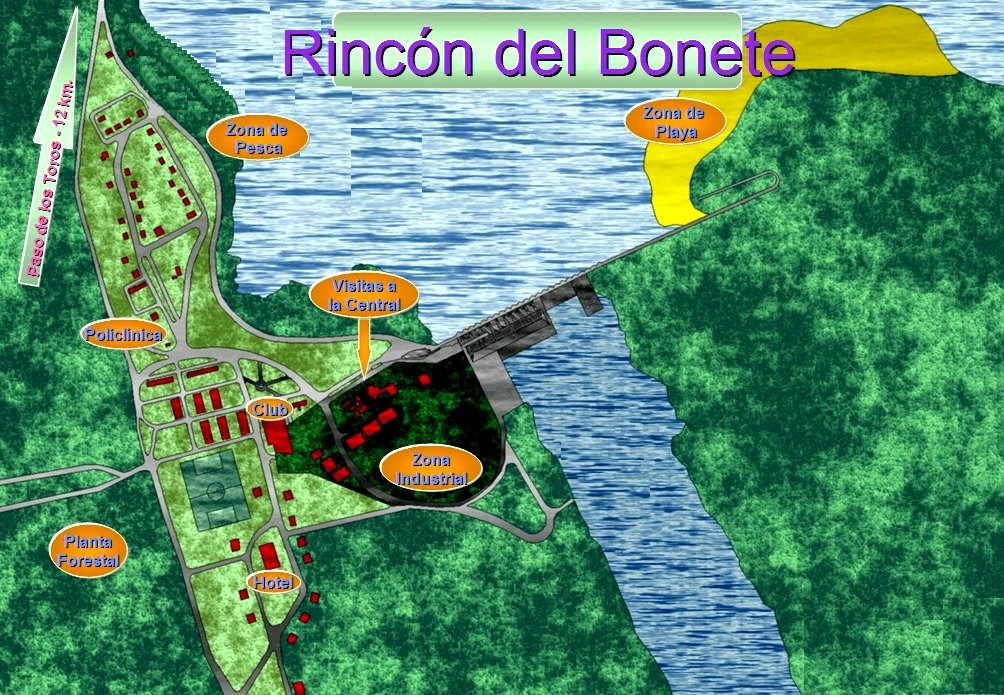
Mapa turístico de la población de Rincón del Bonete.

La Central Hidroeléctrica Rincón del Bonete, anteriormente denominada Gabriel Terra, fue la primera gran central hidroeléctrica de Sudamérica, pensada en 1904 por el ingeniero uruguayo Víctor Soudriers, proyectada por el ingeniero alemán Adolf Ludín en 1933, iniciada el 18 de mayo de 1937 e inaugurada el 21 de diciembre de 1945.  
Cuenta con un embalse de 1240 km² y una capacidad nominal es de 160 MW con cuatro generadores de 37 MW cada uno. Se ubica en el curso del río Negro, pocos kilómetros aguas arriba de Paso de los Toros, y su embalse es el de mayor capacidad en el país, tardando tres meses en disminuir desde su nivel máximo a su nivel mínimo operativo cuando están en funcionamiento las cuatro turbinas tipo Kaplan, cada una de las cuales es alimentada por una tubería de siete metros de diámetro. 

## Antecedentes a su construcción (1903-1925)

#### Presidente José Batlle y Ordóñez
En 1903 el presidente José Batlle y Ordóñez contrató al ingeniero francés M. Armand, quien hizo navegable el río Ródano en Francia, para que estudiara detalladamente la posibilidad de hacer navegable el río Negro. Los estudios preveían la construcción de presas que aseguraran el nivel del agua en los periodos de sequía. Una de las zonas elegidas fue en las proximidades de la desembocadura del río Tacuarembó. La desembocadura del río Tacuarembó, zona de sedimentos del Gondwana que cubren el fundamento cristalino, son rocas deficientes para la fundación de la futura represa de 35 metros de altura. Los sitios Cerro de la Manga y Rincón de Cabrera se descartan por similares motivos.

### Tres puentes flotantes sobre el Río Negro
En la guerra civil de 1904 en Uruguay, la revolución del caudillo blanco Aparicio Saravia contra el gobierno del colorado José Batlle y Ordóñez, eran necesarios contar con puentes sobre el río Negro para movilizar a las tropas de uno y otro bando. En el bando revolucionario, la tarea de ingeniería de dichos puentes fue encargada a Carmelo L. Cabrera, quien se asesoró con lectura en manuales de fortificación y puentes militares extranjeros.
Cabrera fue ingeniero agrimensor oriundo de Canelones, y exsenador de la República, que participó en la revolución civil anterior de 1897. En 1904 era jefe político del Departamento de Rivera, y en la revolución de 1904 integra el ejército de Aparicio Saravia con el grado de Coronel, segundo Jefe y Jefe de la División N°13.
En los comienzos de la revolución el grueso del ejército de Saravia, se encuentra al Sur del río Negro, en lucha con el ejército del gobierno Gral. Justino Muniz. El 14 de enero Muniz derrota a Saravia en Mansavillagra, primera gran batalla de la revolución. El ejército de Saravia debe replegarse hacia el Norte, hasta recibir armamento de apoyo desde Buenos Aires por parte de la Junta de Guerra y miembros del Directorio exiliados en esta ciudad.
Los tres puentes mencionados fueron;  primer puente en el “Paso de Carpintería”, segundo puente en el “Paso de Mazangano”, tercer puente en “Picada de Osorio” o “Puerto Osorio”.

#### Cinco vapores ingleses
A efectos de hacer efectiva la navegación interior, en 1906 el ministro de Fomento, ingeniero Juan Capurro, ordena la construcción de tres vapores cargueros a la firma inglesa Harrow & Co., a un precio de 2140 libras cada uno. Posteriormente, se ordenan otros dos vapores de pasajeros a un costo de 2700 libras cada uno. Todos estos son nombrados “Paz”, “Orden”, “Libertad”, “Progreso” y “Libertad”.

#### La Oficina de Navegación de los Ríos del Interior
En 1906 se instala en Santa Isabel, actualmente Paso de los Toros, la primera “Oficina de Navegación de los Ríos del Interior”, dependiente del Ministerio de Fomento (actual Ministerio de Transporte y Obras Públicas de Uruguay), la cual tendrá particular relevancia para el posterior levantamiento de toda la información de hidrometría (escalas, aforos, perfiles) necesarios para la posterior construcción de la represa de Rincón del Bonete. La Oficina disponía de los nuevos vapores fluviajes de gran manga náutica y escaso puntal, lo que permitía navegar con pasajeros desde “Paso Ramírez” hasta Mercedes (Uruguay) y a Montevideo a través del río Uruguay y el Río de la Plata.

#### El ingeniero Víctor Soudriers (Sudriers para muchos)
Víctor Soudriers, ingeniero uruguayo en puentes y caminos, ingeniero civil trabajando para el ejército, es enviado al río Negro a inspeccionar los puentes construidos por Carmelo L. Cabrera durante la Revolución de 1904 avizora el aprovechamiento hidroeléctrico del río Negro. Soudriers prestaba servicios al ejército nacional, donde participó en la construcción y retirada de puentes flotantes sobre el río Negro, siendo testigo directo de las crecientes del río Negro. El lugar elegido para los puentes es el paso sobre el río denominado “Picada de los Ladrones”.
Desde 1906 el río Negro fue una importante vía de navegación, instalándose escalas de alturas en diversos puntos, las cuales eran leídas y registradas diariamente. La nivelación y planimetría del río fue ejecutada por el ingeniero Alejandro Rodríguez, de la Dirección de Hidrografía.

#### Datum vertical del río Negro o Cero Bonete
En 1906 comienzan los trabajos de relevamiento topográfico, altimetría y planimetría del Río Negro. Entre 1910 y 1920 aproximadamente el ingeniero Ale Rodríguez, trabaja para el Servicio Geográfico Militar, en una tarea de gran alcance, realiza un levantamiento del río Negro para estudiar la posibilidad de aprovechar los recursos hidráulicos para producir energía eléctrica. En forma paralela el coronel de artillería francés y Geodesta, especialista en geodesia, Paul Gros llega a Uruguay, y trabajando para el Servicio Geográfico Militar, comienza la triangulación del departamento de Durazno. Este primer datum del río Negro, determinaría luego lo que actualmente se denomina Cero Bonete, al construirse la Presa del Río Negro (Rincón del Bonete) referenciando sus cotas verticales contra el nivel cero oficial de Montevideo de principios de siglo, el cual presenta una diferencia de -0,61 m respecto al actual cero +0,00 m oficial actual.

#### Mapas náuticos del río Negro
La Dirección de Hidrografía (actual Dirección Nacional de Hidrografía) fue creada a partir de la Oficina de Navegación de los Ríos del Interior. Se iniciaba así el desarrollo de la navegación interior en el Uruguay como actividad fundamental en el sistema de transporte de la época. Cabe recordar que en 1906 no existían carreteras y el sistema ferroviario recién estaba en sus inicios, por lo que el transporte fluvial tanto de carga como de pasajeros, constituía el medio más idóneo para el transporte de la época. Desde 1909 en adelante la Dirección de Hidrografía comienza la elaboración de mapas con la topografía y altimetría del río Negro, se instalan escalas para indicar la altura de las aguas, a partir de mojones de referencia, instalados por el Servicio Geográfico Militar, y referidos al cero de Montevideo (Cero Wharton).

#### Proyecto de J. G. White Engineering Corporation
En 1908 el ingeniero Soudriers solicita una propuesta técnico económica a la firma de ingenieros londinenses “J.G. White Engineering Corporation”, con la que ya trabajara en las redes de tranvías eléctricos en Montevideo. El ingeniero Robert Barwell recorre el Río Negro, escogiendo la denominada “Picada de los Ladrones” como el lugar adecuado para construir la represa, km 546 aguas arriba del río Uruguay, esclusa de navegación y central de 20 MVA de potencia y una línea de transmisión a Montevideo de 30 MVA, con un costo de $ 8 133 950, el cual fue rechazado por excesivo costo para la época, a favor de la nueva central termoeléctrica Calcagno.

#### Proyecto de “Ulen & Co”
En 1916 el ingeniero Soudriers entrega los estudios hidrológicos previos a la casa “Ulen & Co”, presente en Uruguay en la construcción de obras de saneamiento y agua potable, también con experiencia en represas en los Estados Unidos. Ulen & Co. presenta un detallado informe, volviendo a recomendar “Picada de los Ladrones” o “Rincón del González” como posibles sitios a construir la represa, con una potencia de 40 MW, longitudes de dique de 2000 o 1400 metros respectivamente, y costo estimado de unos 15 millones de pesos uruguayos (pesos de la época)

#### Los ingenieros Kalbermatten y Lugeon
En 1923 el ingeniero Pierre de Kalbermatten y el geólogo Michel Lugeon, son contratados para profundizar los estudios para la represa del Río Negro. Fueron evaluados y descartados por diversas razones técnicas los parajes; “Isla González”, “Picada de los Ladrones”, “Isla de la Rosa”, y el “Perfil de Sarandí” descartado luego de realizar perforaciones, donde se encontraron arenales de más de 20 metros de profundidad. Finalmente se decide continuar los estudios de la represa situando la misma en “Isla González”, con un objetivo de represar el río con una caída de agua de 25 metros, para producir una potencia de 60 MW.
En 1924 se instala la primera estación de aforos (medida del caudal del río), por el Ministerio de Obras Públicas en el perfil de Sarandí, 171 km aguas arriba de Paso de los Toros.

## Inicio y culminación del proyecto hidroeléctrico (1925-1950)

#### La Comisión Nacional de Estudios Hidráulicos
En 1925 Gabriel Terra, pasó a integrar el Consejo Nacional de Administración, órgano colegiado del Poder Ejecutivo del gobierno uruguayo. Se interiorizó sobre las posibilidades y beneficios de la hidrogeneración, en reuniones con el ministro de Obras Públicas Juan A. Álvarez Cortés y el ministro de Hacienda Pedro Cosio. Desde el Poder Ejecutivo, Terra envía al Parlamento un proyecto de ley (Ley 8308 del 16 de octubre de 1928) para financiar los estudios de aprovechamiento hidroeléctrico del río Negro, río Uruguay y río Queguay, y se creó la Comisión Nacional de Estudios Hidráulicos, con integrantes de distintos organismos del Estado (Ministerio de Obras Públicas, Administración de Ferrocarriles del Estado AFE, Dirección de Hidrografía y Geología, Administración Nacional de Usinas y Transmisiones Eléctricas UTE), y el ingeniero Víctor Soudriers como representante del Poder Ejecutivo. La comisión sugirió construir la represa “Rincón de Cabrera”, en el km 417 del río Negro, en el paraje “Picada del Cerro”.

### Proyecto del ingeniero Ludin
En 1929, el Poder Ejecutivo contrata a Adolfo Ludin, quien presentó un primer anteproyecto en 1930, y un segundo proyecto definitivo en 1933 para la construcción de una represa en el paraje denominado Rincón del Bonete, elegido como emplazamiento de la represa por ser un sitio topográfica y geológicamente favorable. Una quebrada de una cuchilla sólida en su relieve, manto basáltico impermeable de 125 metros por debajo del fondo del río.
Ludin fue seleccionado por la Comisión de Estudios Hidroeléctricos en 1923, elegido de una terna integrada además por los ingenieros Ganassini de Italia, y Cooper de Estados Unidos, previa consulta al Consejo Directivo de la Facultad de Ingeniería y a la Asociación Politécnica, y contrastado por el Consejo Nacional de Administración para integrar la Comisión de Estudios Hidroeléctricos. Adolf Ludin contaba con importantes antecedentes de diseño de centrales hidroeléctricas en Noruega, los cuales detalla en su magna obra, la publicación; "Die Nordischen Wasserkräfte: Ausbau und Wirtschaftliche Ausnutzung". Entre las muchas centrales hidroeléctricas diseñadas por Adolf Ludin destaca la planta Vemork Rjukan I y Rjukan II, conocida por el bombardeo aliado durante la Segunda Guerra Mundial, episodio conocido como Batalla del agua pesada.
Previamente se descarta, posibles sitios aguas arriba: “Isla González”, “Cerro de la Manga” y “Rincón de Cabrera”. La represa se ubicó en la denominada “Picada de las Tunas”, en el km 394 del río Negro, 22 km aguas arriba del puente del ferrocarril de Paso de los Toros. Respecto a la actual represa una de las particularidades fue que la casa de máquinas se ubicaba en la margen izquierda (en el departamento de Durazno).
Entre los técnicos especialistas que colaboraron con el profesor Ludin en la preparación del proyecto definitivo figuran: Mattias ingeniero reconocido tratadista en electrotécnica, Peuker en ingeniería civil; Fuhse en cálculo hidráulico; Grassherger de Viena, en cálculos económicos; Schwenk y dos ingenieros asistentes, presupuestos; Lipmann en cálculos de estabilidad, y Kruttsnitt en turbinas hidráulicas.
El proyecto de Adolfo Ludin se basó en los estudios geológicos de Groeber (Paul Friedrich Karl Gröber), geólogo alemán-argentino, y el geólogo escocés J. D. Falconer, contratados por el Instituto de Geología y Perforaciones del Uruguay, dirigido por el ingeniero Eduardo Terra Arocena. El resultado de los estudios de Groeber fueron publicados al detalle, en 1932, en el boletín número 17 del Instituto de Geología y Perforaciones; "Informe sobre las condiciones geológicas de un dique de embalse en Rincón del Bonete y de la cuenca abarcada por el lago".
Intervinieron también el Consejo Nacional de Higiene, el profesor Morandi, los geólogos Groeker, Walter, el profesor Wilser y el profesor Flieger, del servicio geológico de Prusia, bajo la dirección del profesor Ludin que formuló el anteproyecto bosquejo, así como las bases para la redacción del proyecto definitivo.
El 2 de febrero de 1929, celebrando los 100 años de la Jura de la Constitución, es inaugurado el Puente Centenario (Paso de los Toros), que une el sur con el norte del país en la Ruta N.º 5, cruzando el Río Negro. Hasta ese momento el cruce era por balsa desde 1857 y por ferrocarril desde 1887. La Obra pobra fue adjudicada a la empresa alemana con sede en Buenos Aires; “Wayss y Freitag”, quienes más tarde, junto con GEOPÉ formaron parte de CONSAL consorcio de la obra de la represa.

#### 1931, Primera licitación
La primera licitación realizada en 1931, basada en el anteproyecto de Ludin de 1930, es declarada desierta, a pesar de haber sido invitadas y visitadas por delegados de la Comisión, fabricantes de primer nivel como Škoda o Siemens-Baunnion.

#### Actuación del Presidente Dr. Gabriel Terra
El 1 de marzo de 1931 asume como presidente el Dr. G. Terra, quien antes ocupara un cargo en el Consejo Nacional de Administración, impulsando ahora más que nunca la construcción de la represa Rincón del Bonete. El 31 de marzo de 1933, Terra dio un golpe de Estado, disolvió el parlamento y el Ejecutivo Colegiado, y el 23 de junio de ese año nombra una Asamblea Constituyente, que elaboró la Carta promulgada en 1934 que le permitió su reelección hasta 1938.

#### Asociación de Ingenieros del Uruguay
En agosto de 1932, una Comisión especial de la AIU (Asociación de Ingenieros del Uruguay) produjo, por unanimidad de sus miembros, un informe favorable a la realización inmediata de la obra. En 1933 las observaciones recibidas al informe de la AIU, fueron rebatidas por la Comisión informante, integrada por los ingenieros Víctor Soudriers, Terra Arocena, Stella, Alejandro Rodríguez, De Medina, Costemalle y Luis Giorgi.

#### Soudriers Director de Estudios Hidroeléctricos
El 10 de abril de 1933, el poder ejecutivo (Gabriel Terra), disuelve la Comisión Nacional de Estudios Hidroeléctricos (de 1928), y nombra a Víctor Soudriers como Director de Estudios Hidroeléctricos, y colaboradores a los ingenieros Eduardo Terra Arocena, Bernardo Kayel y Alejandro Rodríguez (geólogo, ingeniero electricista e ingeniero hidráulico respectivamente) con la misión de elaborar un proyecto definitivo, finalizar los estudios topográficos y geológicos pendientes, con un plazo de un año para el comienzo de la obra. El Decreto-ley 9.026 del 29 de abril de 1933, establece un marco general de servidumbre (Derecho) para las prospecciones y estudios de la obra. Servidumbres para; “estudios”, “ocupación temporaria”, el “paso” desde las vías públicas, y el “pastoreo”.
El 17 de junio de 1933 se contrata al profesor Adolfo Ludin para elaborar el proyecto definitivo, elegido entre tres propuestas (el ingeniero italiano Luigi Ganassini, el ingeniero estadounidense Brad Cooper y la suya).
El 28 de enero de 1934 llega de Berlín, el ingeniero Ludin con el proyecto completo de la represa, el cual recibe numerosas y fuertes críticas de una comisión de evaluación de la Asociación de Ingenieros del Uruguay, que estudió detenidamente el anteproyecto de 1930.

#### Construcción y explotación porUTE
La Ley 9257 del 15 de febrero de 1934, otorga a UTE la construcción y explotación de la Obra pobra de la represa en el Río Negro, para lo cual debería emitir títulos de deuda públicos interna y externa, con garantía en los activos de la empresa. El artículo 8 de esta ley, y la consiguiente Ley del 18 de noviembre de 1937, disponen la expropiación de las 114 000 hectáreas, de los campos aguas arriba de Paso de los Toros hasta la cota +86,00 m. La expropiación llevó varios años dado que muchos predios no tenían títulos de propiedad, sus ocupantes rechazaron la indemnización y se negaban a desocupar. Las gestiones exitosas las llevó a cabo el juez de paz don Pedro Armúa, quien evitó que hubiera lanzamientos (desahucios).

#### Geología de Rincón del Bonete
La cuenca hidrográfica del Río Negro ocupa una cubeta tectónica angosta, que se abre hacia el oeste y suroeste, hacia su desembocadura en el Río Uruguay. Al Este y al Sur, la cuenca está cercada por una masa continua de rocas de fundamento cristalino. Sobre esta fundación cristalina aparecen los sedimentos de la formación de Gondwana. En primer lugar los depósitos del piso de Itararé y sobre ella los recientes basaltos de Serra Geral que se extienden desde el Brasil y Paraguay. La presa y la parte Oeste del embalse quedan dentro de la zona de mantos de basalto, de 125 metros de espesor bajo el fondo del Río Negro. La parte Este del embalse queda en la zona de los sedimentos de Itararé. Areniscas de colores rojizos claros de grano mediano y fino, con bandas de arcilla. En ciertos horizontes bloques de 1 metro de longitud o mayores, rodados y guijarro angulosos de origen glacial. Los basaltos de Rincón del Bonete forman parte del enorme campo de lavas del Triánico superior y Liásico que se extiende en ambos lados de la parte inferior y media de los ríos Uruguay y Paraná. Se presenten en mantos horizontales o escoriales, de distintas efusiones, similar a una serie de sedimentos estratificados. 
En la cuchilla del Rincón del Bonete, se identificaron 8 mantos o escoriales, cada uno con una parte sólida central, y capas superior e inferior descompuestas. Masas de bloques desmenuzables, arcillosas, pero con grados intermedios de solidez suficientes, para una presa de 40 metros de altura, luego de un tratamiento especial con excavaciones de las partes irregulares, o con consolidando las partes más profundas mediante perforaciones e inyecciones de cemento o productos químicos. Las perforaciones realizadas en la zona del embalse, muestran la existencia de una napa acuífera a presión, a unos 30 metros sobre el nivel del mar, a unos 20 metros debajo del lecho del río. La correspondencia entre los niveles piezométricos de la napa se deben a una comunicación subterránea aguas de arriba de la represa.

#### Precipitaciones y escurrimiento del Río Negro
La precipitación histórica (1900-1950), la media anual en la cuenca del Río Negro, aguas arriba de Rincón del Bonete, es de 1150 mm. Usuales temporadas de lluvias mayormente en otoño, con sequías pronunciadas, de unos 2 años de duración, que se repiten cada unos 27 años. El escurrimiento de las lluvias hasta llegar al río y embalse, es de varios días, acentuado en invierno por la poca evaporación. El caudal medio entre 1908 y 1946, fue de 525 m3/s, y el estiaje medido en Paso de los Toros 10 m3/s. Entre 1908 y 1946, se registraron al menos 5 crecientes de 5000 m3/s, 2 de 5200 m3/s y 1 de 5500 m3/s.

### CONSAL: La Obra alemana

#### Tres licitaciones
El 25 de abril de 1934, el Consejo de Ministros, presidido por el Dictador Dr. Gabriel Terra, aprueba el proyecto definitivo del Profesor Adolfo Ludin, iniciándose una serie de tres licitaciones hasta concretarse la obra. La primera licitación venció el 15 de enero de 1936 y fue declarada desierta. El 15 de abril de 1936 se abren las Ofertas del segundo llamado a licitación, con un único oferente; el consorcio alemán de 5 empresas, liderado por Siemens Schuckertwerke y Siemens Baunnion, J.M. Voith, Philipp Holzmann AG de Alemania y su filial en el Río de la Plata; la Compañía General de Obras Públicas (GEOPE), A.E.G. Allegeneine Elektricitats. La Oferta fue rechazada por elevados sobrecostos, iniciándose un tercer llamado a licitación. La Compañía General de Obras Públicas GEOPE, cuyo principal accionista era Ludwig Freude (propietario de la "Compañía General de Construcciones"), padre de quien fuese el Embajador de Perón Rodolfo Freude, ambos accionistas del Banco Alemán Transatlántico.
En el tercer llamado a licitación, el 23 de diciembre de 1936, se presentan dos ofertas; Skoda y el consorcio alemán nuevamente. Ambas se ajustaban al proyecto definitivo del profesor Ludin, pero la diferencia de precio era muy grande a favor de la segunda, la cual preveía un convenio económico comercial con Alemania, para el pago de la deuda con productos del país (carne, lanas, cueros, minerales) por casi la mitad del monto de la deuda a pagar. La adjudicación final del contrato de obra se realizó al consorcio de las empresas; Siemens Schuckertwerke A.G. (Berlin-Siemensstadt), Allgemeine Elektricitats Gesellschaft (Berlin N.W. 40) Geopé Compañía General de Obras Públicas (Buenos Aires), Siemens Bauunion G.m.b H. Kom. Ges (Berlin Siemensstadt) y J.M. Voith (Heidenheim Branz).
La Oferta del consorcio Alemán fue por un monto de 19 431 603,67 pesos uruguayos y 2 494 797:7:9 libras esterlinas, mientras que la Oferta perdedora, Skoda de Checo Eslovaquia, fue por 21 031 213,82 pesos uruguayos y 3 275 996:6:4 libras esterlinas. Desde el punto de vista técnico, la Oferta de Skoda limitaba su responsabilidad en cuanto a los riesgos de crecidas y reducía el plazo de garantía en doce meses.
Skoda tampoco aceptaba el concepto de precio global de una licitación, de importancia fundamental en una licitación pública estatal, y establecía que en caso de controversias las mismas serían sometidas a la Cámara de Comercio de París, exigencia inaceptable para el gobierno de Uruguay. El consorcio alemán ofreció que los pagos establecidos en moneda extranjera (2 494 797 libras), la cantidad de 1 561 754 libras se efectuarán el 40 % en exportación de carnes, y el resto en lana y cueros, desde Uruguay a Alemania.
El último obstáculo para su ejecución fue una interpelación del diputado Socialista Dr. Emilio Frugoni al Ministro de Obras Públicas Dr. Martín Echegoyen, que durará casi una semana.

#### Sabotaje a la Oferta inglesa en el Tercer Llamado
El 7 de diciembre de 1936, cruzando el Atlántico, el vuelo de correo aéreo de la Compañía Air France, sufre una falla mayor en sus motores, desapareciendo en las aguas, el avión "Cruz del Sur" (Croix--du--Sud), su tripulación, al mando del célebre piloto francés Jean Mermoz, y las sacas de correo aéreo, entre las cuales se encontraba la propuesta inglesa para el tercer llamado de la licitación de la Obra del Río Negro; de las casas Metropolitan-Vickers para las turbinas, y la casa English Electric los generadores. Años más tarde, ante denuncias presentadas a los Diputados Nacionales Tomás G. Brena y Julio V. Iturbide, de la Comisión Investigadora de Actividades Anti-nacionales del Uruguay, se concluye que el vuelo de Air France fue un sabotaje, para asegurar la licitación fuese ganada por el Consorcio alemán.

#### El Batallón de Ingenieros N° 3
En marzo de 1935 se traslada desde Rivera el Batallón de Ingenieros N° 3 (Uruguay) a su nueva sede en Paso de los Toros. Pasa a esta localidad ocupando el Cuartel que entregara el Batallón de Infantería No.10. Parte de los locales, que aún permanecen en su actual sede fueron los galpones de la primera y más importante industria que ha tenido Paso de los Toros: la saladeril (saladero) fundada en 1884 por don Juan André y don Valentín Piñeyrúa. Entre las tantas tareas asignadas al Batallón N.º 3, la importante para la historia de la represa fue la construcción de la pista de aterrizaje de Rincón del Bonete (paralela al camino, ubicada a mano izquierda llegando a Rincón del Bonete y antes de llegar a la brecha), que en la creciente de 1959 permitiera establecer un puente aéreo con helicópteros con Rincón del Bonete y con Paso de los Toros con aviones civiles, evacuando el personal de la represa que permaneció allí para desmontar las turbinas generadoras antes de que las cubrieran las aguas.

#### Monto de la Obra
El costo inicial de la obra se financió con emisión de deuda pública por 48:$ (48 millones de pesos), ley de febrero de 1934. El monto final total del presupuesto de la obra llegó a cerca de 50:$ (millones de pesos), casi 1/6 del PBI (producto bruto interno de la época), compuestos de; 41:$ incluidos intereses a pagar al consorcio alemán, más 5:$ en expropiaciones, 1,4:$ la impermeabilización del subsuelo, 740 000 $ en gastos de administración, 300 000 $ en viviendas, ferrocarril a Paso de los Toros 130 650 $, y 400 000 $ el desvío de la línea férrea en pueblo Cardozo. 

#### Contrato con el Consorcio Alemán
El Contrato de construcción de la represa, entre el Consorcio alemán y la UTE, se firma el 15 de abril de 1937, estableciéndose que la obra debería estar terminada el 30 de abril de 1942. El contrato estableció como precio total (las inyecciones de impermeabilización del subsuelo fue en contrato por cuerda separada) de las obras; $ 17.744.776,67 (diecisiete millones de pesos uruguayos), más £ 2.344.871 (dos millones de libras esterlinas). A modo de comparación la Presa Grand Coulee, construida en su primer etapa entre 1934 y 1943, y unas siete veces la envergadura de Rincón del Bonete;  costo $ 163 (ciento sesenta y tres millones de dólares). Los pagos necesarios para la finalización de la obra, luego de los sucesos ocasionados por la Segunda Guerra Mundial, elevaron el costo total de la obra a 107:$ (107 millones de pesos, equivalente al costo de 50 000 automóviles). El seguimiento y recepción de los materiales o equipamientos en fábrica sería por parte de Bureau Veritas. El contrato, como es usual estableció múltiples enmiendas, al pliego licitatorio, negociadas entre UTE y el consorcio alemán. Los generadores alemanes serían; dos parte de la casa Siemens Schuckerwerke-Gesellschaft A.G. (S.S.W.), y otros dos por la casa Allgemeine Elektricitats-Gesellschaft A.G. (A.E.G.).

#### Cemento Portland alemán
Hoy día parece difícil creer que la represa se construyera con cemento portland alemán y no con cemento nacional, pero en 1937, Uruguay no contaba con fábricas capaces de producir los volúmenes y calidad de cemento que semejante obra requería. El cemento alemán ingresado al país sería ensayado en muestras de cada embarque, a realizar en el Instituto de Ensayos de Materiales de la Facultad de Ingeniería (Universidad de la República). El precio del cemento portland alemán era de 17 pesos uruguayos la tonelada.

#### Colocación de la Piedra Fundamental
El 18 de mayo de 1937, se colocó la piedra fundamental en la avenida 18 de Julio casi Sarandí, en el cantero de la avenida que esta frente a la plaza de Paso de los Toros. Una multitud de 12 000 personas, muchos de ellos funcionarios de UTE, fue traslada en ferrocarril desde Montevideo a Paso de los Toros, a una fiesta donde se distribuyeron alimentos a la población necesitada, bandas militares, asado con cuero en el Parque Municipal, y vuelo de aviones de Ejército (no existía aún la Fuerza Área), y de PLUNA.

#### Ausencia del Presidente Terra
Un día antes, por el ferrocarril habían sido enviados expresamente desde Montevideo, acoplados entre sí y totalmente vacíos, los 4 nuevos coches motocar marca Brill modelo 60 (n.º129, 130, 131 y 132), arribando a su destino, a la estación Paso de los Toros en el departamento de Tacuarembó, en horas de la tarde, siendo el objetivo de su viaje, el de exhibirlos a la comunidad. Los coches Brill causaron gran admiración, pernoctaron en la estación y se quedaron detenidos hasta el otro día, cuando llegaron dos trenes con la comitiva. El segundo de ellos, remolcado por la locomotora Clase S n.º144, fue quien trajo a la esposa del presidente Gabriel Terra, ya que este por temer un atentado contra su vida, no pudo concurrir al evento. Ya antes habían querido asesinarlo en 1935 en una reunión en Maroñas a la que asistió con el presidente brasileño Getulio Vargas. El presidente Terra envió un discurso de una hora y media que fue difundido por una red de parlantes, a lo que siguió el canto del himno nacional y palabras del Ministro de Obras Públicas Dr. Martín Echegoyen, el Embajador de Alemania en Uruguay Hans Moraht y el representante del Consorcio alemán el Dr. Karl Stoop.

#### Telegrama de Adolf Hitler
Para cierre se dio lectura a dos telegramas entre los presidentes de Alemania y Uruguay, con motivo de la colocación de la piedra fundamental que daba comienzo a la obra:
"Berlín, 17 de mayo de 1937. Excelentísimo señor presidente de la República Oriental del Uruguay, doctor don Gabriel Terra. Al buen éxito de la obra monumental del Río Negro, comenzada por iniciativa de su gobierno, expreso a su Excelencia mis más sinceras felicitaciones. Adolfo Hitler, Canciller del Tercer Reich".
Y esta respuesta:
"Montevideo, 17 de mayo de 1937. Al Excelentísmo Sr. Adolfo Hitler. Führer Und Reichkanzler. Berlín. Agradezco a V.E. su cordial felicitación con motivo de la iniciación de las obras hidroeléctricas del Río Negro. Confío en el éxito de las mismas porque serán realizadas por técnicos alemanes de gran reputación científica y tradición honorable. Nunca olvidará nuestro país todo cuanto ha hecho el gobierno de V.E. para facilitar la realización del contrato. Y tengo la seguridad de que a través de estas obras, cuyo impulso inicial celebra hoy el pueblo uruguayo, nuestros dos países han de sentirse cada día más vinculados en su firme amistad. Gabriel Terra, Presidente de la República".

#### La RIONE
El 28 de septiembre de 1938, a instancias del nuevo Presidente electo el Gral. Arq. Alfredo Baldomir, al no poder cumplir adecuadamente su función de contralor la “Comisión Honoraria de Fiscalización Financiero de la Obra” (del 12 de abril de 1937), la cual se superponía con el contralor de UTE, se crea la Comisión Técnica y Financiera de las Obras Hidroeléctricas del Río Negro, más conocida como “La RIONE”.
Ley N° 9786; Artículo 1: Créase la Comisión Técnica y Financiera de las obras hidroeléctricas del río Negro. Sus relaciones con el Poder Ejecutivo serán por intermedio del Ministerio de Obras Públicas, sin perjuicio de la intervención del Ministerio de Hacienda en lo pertinente. Tendrá carácter honorario, gozará de personería jurídica y sus funciones durarán hasta la terminación de los cometidos que se le asignan. Se compondrá de un Presidente y cuatro miembros, designados uno y otros por el Poder Ejecutivo, uno de ellos en carácter de delegado del Ministerio de Obras Públicas y otro, del de Hacienda; y se integrará, además en calidad de miembros natos, con los Presidentes del Banco de la República y de la U.T.E. y los Directores del Instituto Geológico y de Estudios Hidroeléctricos. 
La comisión tendría dependencia directa de la Comisión de Estudios Hidroeléctricos, a cargo del Ing. Víctor Soudriers y este del Ministro de Obras Públicas, con personería jurídica, y a término hasta el fin de los trabajos. Debería ajustar su presupuesto a los 754 000 $ previstos para la Dirección de la Obra.

#### La población de Rincón del Bonete
En agosto de 1937 comenzó el montaje de los galpones, trazado de las calles, viviendas, plazas, canchas de deportes, club social, cantina, comedor y escuela. Superficie cubierta por construcciones sumando; 5450 m² en viviendas y 3230 m² en galpones. 
En particular las viviendas del personal de CONSAL y controladores de obra de la RIONE; 2 dormitorios provisorios en madera para CONSAL, 1 comedor cocina del CONSAL, 8 galpones dormitorios para 88 trabajadores cada uno, uno para sub-capataces y oficiales casados, 5 series de servicios higiénicos, 2 series de 8 viviendas para los capataces, 2 series de 4 viviendas para ingenieros y sobrestantes de la RIONE, series de 8 viviendas para sub-capataces y oficiales casados del CONSAL, locales para las oficinas administrativas de la CONSAL y de control de obra de la RIONE, red de saneamiento, agua potable y eléctrica de baja tensión, trazado, arreglo de calles, tanque de agua cruda de 200 m³, tanque de agua potable de 100 m³. La planificación urbana estaría a cargo del Arquitecto Julio Vilamajó.

#### La línea férrea desde Paso de los Toros
En noviembre de 1937 comienza la construcción de los 11 km de vía férrea entre Rincón del Bonete y Paso de los Toros. La obra finaliza en enero de 1938, tiempo durante el cual se acumuló en la estación de ferrocarril de Paso de los Toros el material que arribaba desde el exterior para la obra. Los 14 km del camino entre Bonete y Paso de los Toros, con arroyos sin puentes (El Sauce, Las Nutrias, Sauce de Albuquerque), no permitía transitar más que carretones tirados por bueyes.

#### Las Canteras
Los áridos (piedras y pedregullo) para la obra fueron extraídos de la zona contigua a la obra, con una planta de trituradoras con 3 máquinas rompedoras de 80m3 por hora, lavadoras, zarandas vibradoras y mezcladoras con el cemento. La arena fue extraída del río y acopiada en silos. El movimiento de áridos y el concreto se realizaba en trenes y vagones de trocha angosta, Vía Decauville de 600 mm, que recorrían la obra, o mediante un cable carril de una orilla a la otra.  
En total el equipamiento de la cantera se compuso por; 1 pala excavadora, 2 locomotoras de 160 HP, 2 perforadoras a percusión, 5 martillos neumáticos, 1 bomba para desagote. Entre el 1.º de agosto de 1938 al 30 de noviembre de 1939 se extrajeron de la cantera; 43 208 m³ de material, de los que 37 374 m³ fueron a la planta de trituración y 5834 m³ fueron rechazados. 

#### Planta de trituración
En diciembre de 1937 se iniciaron los trabajos en las fundaciones para la instalación de trituración, la que quedó terminada y probada en el mes de julio de 1938. La planta de trituración comprende: una rompedora primaria con un rendimiento de 80-100 m3/hora, dos trituradoras secundarias de un rendimiento de 80 m3/hora, dos lavadoras de 2 metros de diámetro y 7 metros de largo de tambor, dos zarandas vibradoras, en cuatro secciones escalonadas que separan el material en grupos de granos de 0-7; 7-15 y 17-60 mm.  
Para la preparación del material de granulado intermedio existe tres trituradoras de material fino con una capacidad total de 40 m³/hora. Comprende así mismo la instalación de separación de arena del río de un rendimiento de 50 m³/hora, depósitos principales, y silos de agregados con sus aparatos de dosificación en la parte inferior de estos, y los sistemas de cintas transportadoras necesarios para el total de la instalación.

#### Planta de hormigón
Consistió en; el depósito de cemento, la transportadora sin-fin para el mismo, el silo compensador directamente sobre la balanza automática que pesa el cemento de acuerdo con las proporciones establecidas. Los materiales agregados son transportados desde los silos ya proporcionados a la mezcladora por cintas transportadoras. Dos mezcladoras de una capacidad de 1500 litros cada uno.  
Un cable carril transporta los materiales a la margen izquierda (lado Durazno) del río, donde silos acumulan los agregados. 
Para el hormigonado se emplearon unos 1000 obreros, y numerosa maquinaria (5 grúas Wolf, 4 locomotoras diésel de trocha angosta (600 mm). El total de hormigón armado de la represa es de 350 000 m³, empleándose en el mismo 77 000 toneladas de cemento y 60 000 toneladas de hierro.

#### Ensayos del Hormigón
Los hormigones del tipo D2 "M" de 280 kg de cemento por m³, fueron ensayados a la compresión en probetas; cubos de 20 x 20 x 20 cm, resultando una carga de ruptura a la compresión de 150.7 kg/cm² (promedio de 199 ensayos) a los 7 días de fraguado, y carga de ruptura de 252.4 kg/cm² (promedio de 192 ensayos) a los 28 días de fraguado.  
Los ensayos de tracción por flexión en vigas no armadas de 15 x 10 x 70 cm, resultaron una carga de ruptura promedio de 37.4 kg/cm² (promedio de 54 ensayos) a los 7 días de fraguado, y carga de ruptura de 51,5 kg/cm² (promedio de 127 ensayos) a los 28 días de fraguado. 
Los ensayos de permeabilidad se realizaron sobre una plancha de 10 cm de espesor y 200 cm² de superficie. Los resultados fueron para; 1 atm de presión por 24 horas: permearon 0 cm³ de agua (promedio sobre 115 ensayos), a 3 atm de presión por 24 horas: permearon 1,6 cm³ (sobre 115 ensayos), a 7 atm de presión por 12 horas: permearon 12.1 cm³ (sobre 109 ensayos).

#### El ferrocarril de Obra
El total de vías ferroviarias del obrador y obra en las zanjas ataguías 1 y 2 incluyó: 1000 metros lineales de trocha normal o internacional 1435 mm, 7600 metros de trocha de 900 mm (3´, ancho de tres pies), 2000 metros de trocha angosta Decauville de 600 mm (1' 113/5"), y el cable carril para trasladar materiales a la margen izquierda (Durazno). 
El ferrocarril entre Paso de los Toros y Rincón del Bonete entró en servicio el 30 de enero de 1938, transportando materiales previamente acopiados en la estación de trenes de Paso de los Toros. El servicio de pasajeros fue inaugurado en mayo de 1938.

#### El puente de servicio
El 17 de enero de 1938 comienza la construcción del puente ferroviario de servicio que cruza el Río Negro aguas abajo de las obras. La construcción es interrumpida por la creciente del 21 de abril al 26 de mayo de 1938, y un segunda creciente del 27 de junio al 7 de septiembre de 1938. La construcción finaliza el 13 de junio de 1939. El puente tiene una longitud de 300 metros, en 25 tramos de 12 metros cada uno. 
Actualmente es conocido como el “puente roto” después de que la creciente del 1959 barriera con sus vigas y pilares.

#### Usina provisoria
La denominada usina provisoria de generación de energía eléctrica, comprende el edificio, el tanque de agua de refrigeración y petróleo combustible diésel, las instalaciones eléctricas para un total de 2500 HP. Los grupos motor generador consistieron en; 1 grupo auxiliar de 80 KVA, 2 grupos generadores diésel de 520 HP cada uno, 2 grupos de 500 HP cada uno. Un quinto grupo de 500 HP es instalado en 1939. A modo de ejemplo, la energía generada entre el 1.º de mayo de 1938 al 30 de noviembre de 1939 fue; 4.442.225 kWh.

#### Servicio de Agua Potable
La planta de tratamiento de agua, para la potabilización del agua cruda del río Negro por floculación y decantación por aplicación de sulfato de alumina, entró en servicio el 16 de agosto de 1938. Previamente, en 1937, el agua de servicio, para la obra y población potable, agua no potable aún, era provista desde una toma de agua provisoria, aguas arriba de la ataguía de la Zanja N° 1, pasando la misma por un filtro de arena y clorador con hipoclorito de sodio.

#### La primera ataguía; la Zanja 1
El arranque de la primera ataguía, la Zanja de fundación N° 1 (margen derecha, lado Tacuarembo), comenzó a armarse el 16 de septiembre de 1937. Los dos arranques de la ataguía, se componen de dos enrocamientos en núcleo de hormigón de 68 metros de longitud total. El 6 de noviembre comienza la colocación de las 4006 tablestacas de acero, en 37 celdas redondas, y el relleno de arena arcillosa. Tablaestacas metálicas de acero de la casa Bethlehem tipo SP 6 y FT 60, de longitud 11,0 y 12,2 metros. Se completo la Zanja N° 1 el 14 de febrero de 1938, con un perímetro de 537 metros que encerraban un área de 30 000 m². El desagote se realizó entre 17 y 19 de febrero, 3 locomotoras de vapor de 160 HP (caballo de potencia) utilizadas para mover las bombas de vaciado primero y  achique después, del agua encerrada por la ataguía y filtraciones posteriores. Los arranques de la Zanja N° 2 (margen izquierda, lado Durazno) se construyeron en arranques de 57 metros de longitud. Una tercera ataguía, la Zanja N° 1a fue necesaria para la excavación del canal inferior, esto aguas abajo y afuera de la Zanja N° 1 antes descrita. Esta ataguía auxiliar, se construyó como un terraplén de material proveniente de la misma excavación, entre el 26 de marzo y el 28 de abril de 1939, con un volumen de 1278 m³ de material.

#### Las excavaciones
El 22 de octubre de 1937 se inició la excavación para el dique en la margen derecha fuera de la Zanja N°1. En marzo de 1939 se iniciaron los trabajos de excavación dentro de la zanja misma, los que quedaron terminados en diciembre del mismo año. El total excavado para el dique, lecho amortiguador y muro de guardia dentro de la Zanja N° 1, alcanza a 2406 m² de terreno suelto y 60 960 m³ en roca, incluyendo la excavación adicional para la profundización de la fundación de los contrafuertes de vertedero. En la zona del dique, dentro de la Zanja N° 1 el volumen de roca excavado fue de 38 300 m³. 
En la margen izquierda, la Zanja N°2 , los trabajos de excavación de terreno suelto, se iniciaron el 24 de mayo de 1939 en el emplazamiento de vía y montaje de las excavador ras, habiéndose extraído hasta el 30 de noviembre 63.678 m³ de terreno suelto y 1562 m³ de roca.  En el canal inferior de la usina se excavaron 65.898 m³ de roca, de los que 44.495 m³ fueron fuera del ataguía de la Zanja N°1. De mesa roca 28 847 m³ fueron destinados a la planta de trituración para su uso en los hormigones.
El equipo de excavación dentro de la Zanja N°1 consistió en: 2 palas Demag de 150 HP y 1350 m³ de capacidad, 1 pala Demag de 150 HP y 1.600 m³ de capacidad, 1 pala Demag de 75 HP y 1.000 m³ de capacidad, 1 pala M&K de 160 HP de 2.200 m³ de capacidad, 1 pala O&K con grapo de 750 litros, 1 pala O&K con grapo de 300 litros, 1 martillo pilón de 5 toneladas accionado por un martinete a aire comprimido, 3 locomotoras de 160 HP, 3 locomotoras de 200 HP.  En la margen izquierda, Zanja N°2, se utilizó la pala Demag de 150 HP-1.350 m³, las 2 locomotoras de 160 HP y sus respectivos vagones volcadores, 1 compresor de 52 HP y máquinas perforadoras. En la zona de la Zanja N°1 se emplearon 3 palas excavadoras, 3 locomotoras de 160 HP y sus vagones volcadores.

#### Hormigonado
El 29 de agosto de 1939 inicia el hormigonado del pozo de bombas con 2.406 m³, continua la Sala de Montaje hasta la cota +65,00m con 850 m³ de hormigón, e infraestructura de la Sala de Máquinas; 29.246 m³. Se inició el hormigonado en el lecho amortiguador el 22 de septiembre de 1938 con 3.400 m³, continuó en los muros de guardia con 4686 m³, y fundación del contrafuerte 11.737 m³ y obras de elevación. Hasta 30 de noviembre de 1938 los contrafuertes de cabeza redonda llevaban 41.749 m³, la estructura de la toma de agua; 6015 m³, la carpeta de vertedero; 523 m³ y fundaciones de contrafuertes 673 m³. El hormigonado de los pilares de las Estación de Alta Tensión de 170 KV comenzó el 25 de febrero de 1939, con 5.680 m³ de hormigón empleado en la fundación y pilares, un volumen de 480 m³ para la losa y vigas de la plataforma de la explanada contigua a la usina. 
El equipo de colocación de hormigón empleado se compone de 4 locomotoras diésel de 60 cm de trocha con vagones tacho especiales, 5 grúas Wolf, 1 puente transportador, canaletas de descargas y vibradores.

#### Cortina impermeabilizante con inyecciones
Las fundaciones de la presa, a pesar de encontrarse dentro la región basáltica, fueron reforzadas con cortinas impermeabilizantes; numerosas inyecciones de cemento (1500 toneladas) y productos químicos (198 toneladas de silicato de sodio y 73 toneladas de cloruro de calcio), en las capas de basalto alteradas o porosas. De acuerdo con el contrato del 15 de abril de 1937, debía subscribirse un segundo contrato para resolver las que, e inyecciones del subsuelo de fundación del dique, a objeto de compactarlo e impermeabilizarlo lo máximo fuere técnicamente posible.  
Lograr una cortina totalmente impermeable debajo del dique se asumió como algo imposible de alcanzar, por lo cual se definió un grado de permeabilidad de 1 litro por metro lineal y por minuto, bajo una presión de agua de 4 atmósferas, presión medida en un tramo vertical de 4 metros de altura. 
Las 9850 perforaciones de diámetro 60 mm (2-3/8 pulgadas), se realizaron en seco, dentro de las zanjas y sus ataguías. El arranque de cada perforación mediante caños de acero de 100mm de diámetro, a partir del cual con las máquinas perforadoras se llegó hasta una profundidad llegar a la cota +25,00 m del subsuelo, unos 25 o 30 metros debajo del lecho del Río Negro, todo a lo largo del dique en 3 planos paralelos, separadas las perforaciones 4 metros entre sí, y alternando en tresbolillo. Se emplearon 9 máquinas de perforación marca Ingersoll Rand modelo COROC MD2, y las inyecciones con 5 equipos marca Svenska Diamant Borrings A.B. accionado por aire comprimido. comenzando antes de la firma del contrato de perforaciones e inyecciones, en septiembre de 1938. 
Las inyecciones se realizaron en 3 etapas, a distintas presiones de inyección; la primera etapa a 7 atm. de presión y aforo de 3 litros por minuto de lechada de cemento 1686 toneladas y químicos (silicato de sodio 198 ton  y de cloruro  de calcio 73 ton) , lechadas de densidad 1.8 kg/L, la segunda etapa a 11 atm., la tercera etapa a 15 atm. y la cuarta etapa a 20 atm. Cantidades de cemento de 2000 kg en la etapa 1 y 2, y disminuyendo a decenas de kg de lechada; cemento disuelto en agua. Antes y después de la etapa final, se realizó la prueba hidráulica a 4.5 atm. de presión con agua reperforando unas horas después de ejecutada la inyección.  Los resultados globales y promedio de todas las inyecciones fueron altamente favorables, alcanzándose valores de permeabilidad de agua de 5 litros por minuto por metro lineal aplicando una presión de 10 atmósferas.

#### La Segunda Guerra Mundial
En el escenario de la Segunda Guerra Mundial, Hitler invade Checoslovaquia el 30 de septiembre de 1938, lo que dispara acciones ante la inminente paralización de la obra de construcción de Rincón del Bonete. El 25 de mayo de 1939 se firma una modificación del Contrato entre Uruguay y Alemania, modificando la forma de pago prevista el 15 de abril de 1937, y previendo la suspensión de los trabajos en caso de quiebra, insolvencia, imposibilidad de entregar el material en Montevideo las máquinas y partes, o por causa de guerra que afectara a Alemania. En caso de interrupción de los trabajos, la devolución de prenda como garantía de la cláusula, sería realizada por el Banco Alemán Transatlántico (Deutsche Überseeische Bank). la sucursal de Montevideo. En agosto de 1939 eran evidentes los atrasos en la fabricación de los alternadores en Alemania, por la carencia de cobre, el cual solo podría ser adquirido por Alemania a los Estados Unidos de América o Canadá.

#### Partes detenidas en Vigo e Italia
El 1 de septiembre se inicia la Invasión alemana de Polonia de 1939. Los equipamientos J.M. Voith de la turbina N° 1; anillo de traviesas, caja espiral y el soporte del generador A.E.G., quedan detenidos en el puerto de Vigo España, a la espera de gestiones ante los Aliados para autorizar su embarque a Sudamérica y Uruguay. Tableros de cierre de aguas abajo, tableros ataguías de cierre aguas arriba, y dos de las cuatro compuertas de rodillos de toma quedan detenidos en puertos italianos.
El 17 de diciembre de 1939, en la denominada batalla del Río de la Plata, tres cruceros de guerra ingleses infligen serios daños al acorazado alemán Graf Spee, obligando a que fuera hundido por su capitán en las proximidades del puerto de Montevideo. A partir de ese hecho, se hizo imposible el envío de las partes electromecánicas (turbinas y generadores) desde Alemania, y el pago de las mismas con mercaderías o envíos en efectivo desde Uruguay a Alemania, aún empleando buques mercantes desde o hacia países neutrales, y entre puertos neutrales (como los de España o Portugal).
En 1941 el embajador británico en Uruguay Sir Ralph Skrine Stevenson; comunica al gobierno uruguayo, que el Ministerio de Guerra de su país, autorizaría estas partes de las turbinas provenientes de Alemania, las cuales gracias a buques mercantes de bandera de países neutrales ya se encontraban en los puertos de Santos y Río de Janeiro en Brasil, Valparaíso en Chile. Esto con la condición de que Uruguay no emitiese pagos por las obras que llegasen a Alemania, y que las restantes órdenes de suministros de equipamientos alemanes fuesen canceladas. Así es que el ingeniero Luis Giorgi comienza las gestiones para adquirir equipamientos en Inglaterra primero; Casa Vikers para las turbinas, y English Electric los generadores. Finalmente en 1942 se concreta el acuerdo con el gobierno y el EXIM ("Export-Import Bank) de los Estados Unidos.

#### Tratativas de Luis Giorgi en los EE. UU.
A iniciativa personal primero, y posteriormente como negociaciones de estado, Luis Giorgi inicia tratativas para comprar en los Estados Unidos de América los equipamientos electromecánicos. La entrada en guerra de EE. UU. con las potencias del Eje Roma-Berlín-Tokio, luego del ataque a Pearl Harbor, condicionó a Uruguay la ruptura de las negociaciones con el consorcio alemán. El ejecutivo aceptó los términos, fijando la fecha de 1 de julio de 1942 para el fin del contrato con CONSAL, o fecha anterior en caso de contarse con los equipos suministrados desde los EE. UU. La transacción se concretaría con la apertura de la carta de crédito ante el Export and Import Bank, por 4: USD (4 millones de dólares) para un primer generador y línea de transmisión, y de 8: USD (ocho millones de dólares) para los restantes grupos generadores y segunda línea de transmisión.

#### Tres importantes crecientes en 1941
Tres importantes crecientes superan los 5000 m³/s en 1941, crecientes solamente superadas previamente por la creciente de 5400 m3/s de septiembre-octubre-noviembre de 1918, una creciente de 5100 m³/s en el año 1925, y la creciente de 8300 m³/s del año 1888 (histórica por alcanzar el puente del ferrocarril en Paso de los Toros (cota +62,43 m en los rieles). 
La primera creciente fue en los meses de febrero y marzo de 1941, la segunda en abril-mayo-junio y la tercera en julio-agosto-septiembre de 1941, destruyendo los trabajos en la ataguía y obra civil en la Zanja N°2 de margen izquierda (lado Departamento de Durazno). El contrato de 1937, previa las crecientes del Río Negro hasta la cota 60,60m aguas arriba de la obra y 59,50m aguas abajo de la obra. A partir de esas alturas, se consideraría como crecida en situación de "fuerza mayor".

#### Cese del Contrato con CONSAL
El 9 de diciembre de 1941 Uruguay prohíbe el comercio y transferencias de fondos con Alemania, Italia y Japón. El 25 de enero de 1942 Uruguay rompe relaciones diplomáticas con Alemania. El 7 de mayo de 1942 se da por finalizado el Contrato con CONSAL, por Decreto del Presidente de la República Gral. Arq. Alfredo Baldomir. En consecuencia en julio de 1942 abandonan la obra 95 técnicos alemanes y unas 20 familias.
Al momento de cese del Contrato con CONSAL, el dique estaba casi finalizado, los tubos de presión en las cuatro turbinas, las compuertas de toma y sus servomotores, la sala de bombas de la misma, las rejas de toma, las carcazas espirales, los anillos y predistribuidores, los tubos de aspiración de descarga y sus cierres de servicio, la grúa limpiarejas de aguas arriba y la grúa de servicio de aguas abajo, la obra civil de la casa de comando y oficinas, y la sala de turbinas. No se había realizado ningún trabajo de la construcción de las líneas de 150 kV por el Consorcio alemán.
Dos de los cuatro rodetes tipo Kaplan de las turbinas, construidos en la Casa Voith de Alemania, al no poder ser embarcados a Uruguay, fueron instalados en la represa Großraming, construida con mano de obra (227 prisioneros) proveniente del campo de concentración de Tenberg en Austria.

### La RIONE / HARZA: Obra por Uruguayos y EE. UU.

#### Cinco jóvenes ingenieros
En 1941-1942, la RIONE envía a EE. UU. a cinco jóvenes ingenieros: Antonio de Anda (†2003), Franco Vázquez Praderi (1918-†2006), Luis Jauge (†2007), Víctor Campistrous, Luis Alberto Cagno, y el ingeniero sénior Juan Carlos Rezzano como jefe de misión. El objetivo era estudiar la ingeniería necesaria, viajando por represas en construcción u operación (Represa de Boneville en el Río Columbia y otras), para realizar la adaptación y montaje de los nuevos equipamientos electromecánicos adquiridos en los EE. UU. Estos cinco jóvenes eran los primeros egresados de la nueva carrera de ingeniero industrial de la Universidad de la República Facultad de Ingeniería, de la cual Luis Giorgi era el decano en 1934, donde hasta los cursos eran en ingeniería en puentes y caminos, y agrimensura. Giorgi escogió a cinco jóvenes ingenieros, considerando que ingenieros seniors descartarían embarcarse en la intrépida aventura, viaje a EE. UU. en plena guerra (5 días de vuelos aéreos en varias escalas en un Douglas DC3), fabricación de partes en EE. UU. y posterior montaje en Sitio en Uruguay. Antes de partir, una frase de Luis Giorgi a los cinco jóvenes ingenieros lo resume todo: «¡Muchachos! váyanse tranquilos, si tienen éxito el mérito es de uds., si fracasan la culpa es mía». Normalmente los montajes de proyectos y obras similares, se realizan con supervisión directa in situ de técnicos de los fabricantes, lo que asegura al cliente el respaldo y la garantía de los equipos. En el caso de Rincón del Bonete, eso era imposible debido a la guerra en curso.

#### Contratos con once empresas de EE. UU.
Para la compra de los equipamientos en los Estados Unidos, se realizó un empréstito de 12 millones de dólares en el banco de Exportación e Importación (EXIM Bank Project 331). También fueron emitidos bonos de deuda pública interna por 82 millones de pesos.
Como condición para el otorgamiento del aval bancario desde los EE. UU. para la adaptación del proyecto de Ludin a la nueva maquinaria comprada en los EE. UU., se contrata a la consultora “Harza Engineering Company” de Chicago para la selección del equipamiento en el mercado de los EE. UU. El ingeniero Leroy Harza (el mismo que trabajo en planta K-25 de Oak Ridge del Proyecto Manhattan) dirigió la elaboración y seguimiento de los contratos, del proyecto de adaptación y supervisión del montaje. Las empresas seleccionadas por la RIONE, sede en Chicago 6 Illinois "205 WEST WACKER DRIVE ROOM 2117", para la construcción de los equipos fueron: General Electric Co de Nueva York para los generadores, Westinghouse Electric de Nueva York para las instalaciones eléctricas de baja, media y alta tensión, Morgan Smith de Pensilvania para la turbina Kaplan, Woodward Governor de Rockfork Illinois para el regulador de velocidad de las turbinas, US Steel Export de Nueva York para los aceros de las torres de alta tensión y estructuras, General Cable Corp de Nueva York para los cables de 34,5 kV y otros, Harnischfeger Corp de Nueva York para los dos grúas puentes, Delta Star Co de Chicago Illinois las estructuras de la estación de alta tensión, Dravo Corp de Pittsburg Pensilvania para las compuertas del vertedero, A.D. Cook Inc de Lawrenceburg Indiana para las bombas del pozo de vaciado, Allis-Chalmers Manufacturing Co de Milwaukee Wisconsin para los compensadores sincrónicos, y Ohio Brass Co de Manfield para los aisladores de la línea de transmisión.

#### El montaje por uruguayos
Además de los cinco ingenieros que viajaron a EE. UU. a aprender sobre centrales hidroeléctricas, la continuidad de la obra civil fue posible a los ingenieros uruguayos y los trabajadores locales contratados por régimen de administración directamente por la RIONE. En la obra trabajaron oficiales electricistas y mecánicos llevados de la UTE, capataces y peones rurales, provenientes de todas partes del país, muchos de ellos analfabetos. Los héroes anónimos (los gauchos), a pesar de los pocos conocimientos teóricos con que contaban, resolvieron problemas como tener un taller de fundición en Rincón del Bonete, o realizar el montaje de las grúas puentes sin contar con un solo plano o esquema de montaje. A pesar de total carencia de elementos de seguridad adecuados, en todo el período de construcción de la obra, solamente se registraron cuatro muertes por accidentes de trabajo, guarismo que se mantiene hasta hoy día en este tipo de obras, no produciéndose ninguna muerte en la creciente de 1959, la obra de renovación de la central, y más de 60 años de operación y mantenimiento de la misma.

#### Avanza la construcción de las turbinas y generadores
En enero de 1943 se contrata en los EE. UU. la fabricación de la turbina y generador de la Unidad 2, máquina que estaba más avanzada al momento de abandonar la obra el Consorcio alemán CONSAL. También la RIONE debió finalizar la obra civil de los pilares R8, R9 y R10 de la margen izquierda, el pilar AR1 en la derecha, la casa de máquinas, cierre de aperturas provisorias en los pilares U8 a U13, local del generador de emergencia, muros laterales el lecho amortiguador, desarmes de ataguías y limpiezas, construcción del pasabarcos, desvió del ferrocarril en pueblo Cardozo.

#### Cambios en el proyecto
Las adaptaciones debían cambiar la normalización alemana a inglesa (empleada en los EE. UU.), las dimensiones y acotaciones en milímetros a pulgadas, se cambia la tensión de salida de los generadores de 7 a 13,8 kV, la velocidad de giro de 136,4 a 125 RPM, la tensión de las líneas de alta tensión de 170 a 161 kV. La frecuencia de red europea de 50 Hz, no cambió a 60 Hz, dado que 50 Hz era la frecuencia de red adoptada en Montevideo al construirse las centrales térmicas anteriores y la nueva central Calcagno. El anillo de cables subterráneos en 31,5 kV de Montevideo, con 4 subestaciones teledirigidas desde una nueva Sala de Comando ubicada en la Central Batlle, lo que pasaría a ser el Despacho de Carga del Sistema (antes de su traslado a Melilla con la construcción de la Central Palmar y el sistema de 500 kV).

#### Servidumbres eléctricas
La primera servidumbre para cableados eléctricos en Uruguay se estableció el 7 de junio de 1889, por el contratista de  la compañía "Luz Eléctrica"; Marcelino Díaz y García, en líneas de baja y media tensión, que debían fijar sus postes y mensuras en las viviendas y calzadas de las ciudad de Montevideo. 
Primera Servidumbre Eléctrica – año 1889
Una nota, del 7 de junio de 1889, dirigida al Jefe Político y Jefe de Policía de Montevideo decía; “El contratista de la Luz Eléctrica Don Marcelino Díaz y García ha hecho presente a esta Junta que algunos propietarios e inquilinos le oponen resistencia, cuando trata de instalar en los edificios los aparatos destinados al servicio de iluminación pública. Pide en consecuencia que por esta Corporación se le preste el auxilio del caso, a efecto de poder dar cumplimiento al compromiso contraido sobre el particular.”
“Después de oída la Dirección del ramo, se ha resuelto por la Junta me dirija a Ud. Demandándole el concurso necesario, en el interés de que el alumbrado de la Ciudad pueda establecerse, sin oposiciones injustificadas, puesto que tratándose de un asunto relacionado con la seguridad y el orden público, están sujetas todas las fincas a soportar legalmente la servidumbre.” 
“En este sentido ruego a Ud.  Se sirve transmitir sus órdenes a los Comisarios de Policía, a fin de que le sea facilitada la fuerza pública al indicado contratista cuando lo requiera con el propósito de salvar las dificultades con que tropieza para la instalación de los cables, aisladores y demás aparatos de la luz eléctrica”.
Servidumbres Telegráficas - año 1877
Las empresas ferrocarrileas, como todas las autorizadas para construir líneas telegráficas, podían usar de las servidumbres establecidas por el Decreto Ley del 7 de junio de 1877, artículo 688 del Código Rural para la colocación de postes en los terrenos particulares y el pasaje de los empleados encargados de la conservación y reparación de las líneas, siendo de cargo de las empresas los perjuicios que con tales motivos se causarén a las propiedades privadas gravadas.
(FUENTE: Anales de la Universidas A7 T9 entrega IV 1898)
Ley del 27 de septiembre de 1906
Esta Ley crea la nueva empresa “Usina Eléctrica de Montevideo”, en reemplazo de la antigua “Luz Eléctrica”, con el monopolio de generación y distribución del alumbrado público, vender luz y fuerza motriz a particulares, en el Departamento de Montevideo. Para los cableados establece un régimen de servidumbres.
Servidumbres y líneas de 150 kV
El Decreto Ley N° 10 383, del 13 de febrero de 1943, determina las servidumbres e indemnizaciones por daños, para las líneas de alta tensión entre Rincón del Bonete y Montevideo, para la ocupación definitiva de las torres o mástiles, la seguridad en general y las obras de tendido de los cables aéreos. En Uruguay la servidumbre determina la prohibición de realizar construcciones y plantaciones forestales debajo de las líneas de transmisión de 150 kV en una faja originalmente de 160 m en total, que luego se bajó a 60 m el Decreto del 27 de diciembre de 1956. El Decreto 534/976 de fecha 17/08/1976, que reglamentó las servidumbres para las líneas de trasmisión de las obras de Salto Grande de 500 kV estableció una faja de 80 m de ancho cuyo eje coincide con el de la línea en cuestión. El Decreto 174/969 de fecha 10/04/1969 lo estableció, para varias líneas de trasmisión en 30 kV y 60 kV de tensión, en 30 m de ancho total, con eje coincidente con el del trazado respectivo.
El tendido de la primera línea comenzó en julio de 1944, con el montaje de 780 torres, a cargo del ingeniero Víctor Campistrous y Rubén Dal Monte.
Construcción de líneas eléctricas
La primera línea eléctrica de alta tensión de 150 kV en Uruguay se construyó entre 1944 y 1945. Originalmente, las torres de alta tensión debían fabricarse en Alemania. A causa de la guerra no se pudieron entregar. Después de la guerra, fueron confiscados por la Unión Soviética y construidos cerca de Tbilisi (Fig. 1). En su lugar se entregaron torres de alta tensión procedentes de EE.UU (Fig. 2). En Montevideo, las líneas están alojadas en un sistema, más al norte en dos sistemas separados.

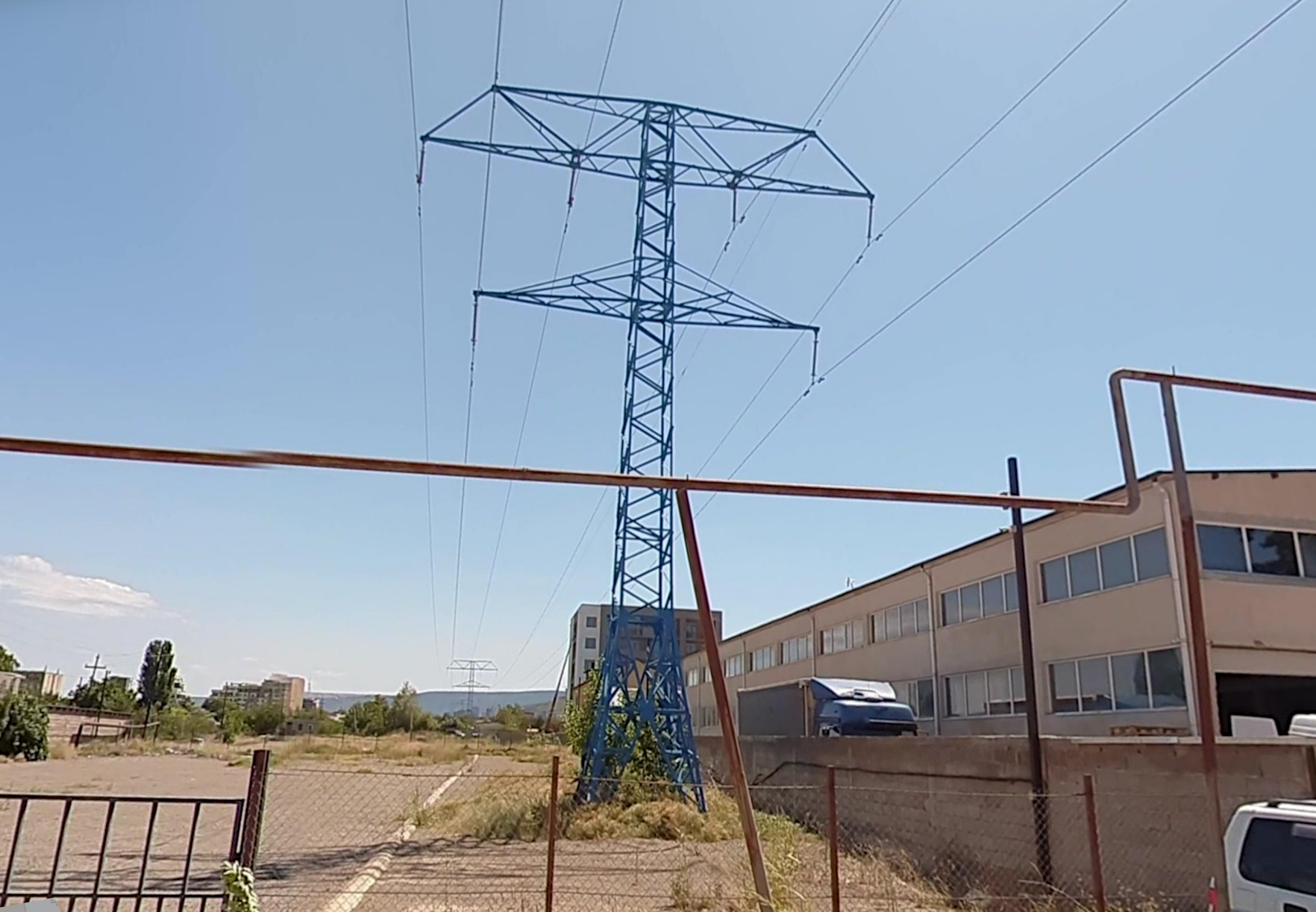
Torres eléctricas originalmente planeadas
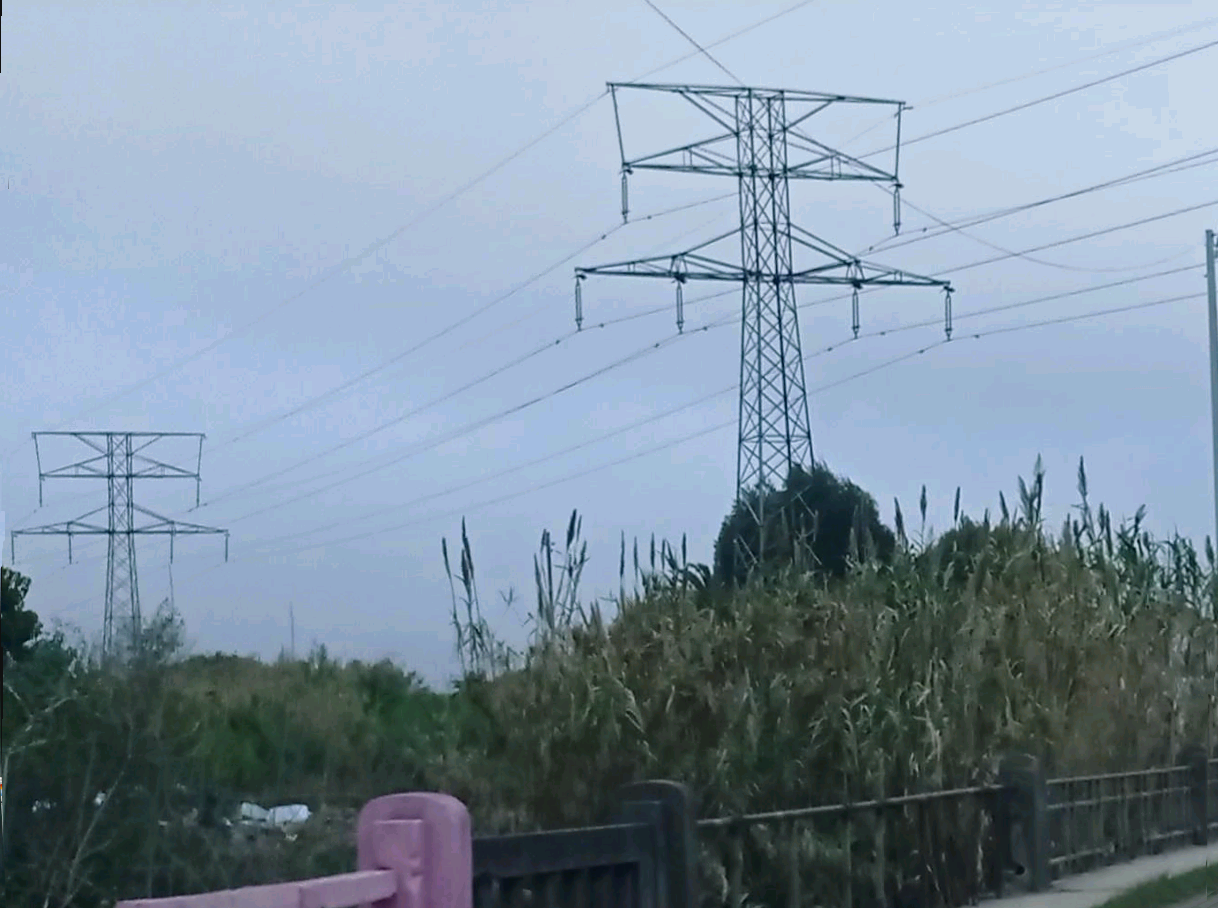
Torres eléctricas construidas

#### Puesta en Marcha de la Unidad 2
El 19 de diciembre de 1945, a iniciativa del ingeniero Luis Giorgi a modo de homenaje, invita al ingeniero Víctor Soudriers a poner en marcha a modo de ensayos la Unidad 2 de Rincón del Bonete, la cual debió quedar en servicio el día 21 como emergencia, ante la falla de una de las máquinas de la Central Batlle en Montevideo. Esta primera energización a Montevideo, se realizó con un corte de energía unos 5 minutos, ya que no se realizó la sincronización o paralelo entre la Unidad 2 y las máquinas de la Central Batlle.

#### Inauguración Oficial
La represa fue inaugurada oficialmente el 26 de diciembre de 1945, por el presidente de la República Dr. Juan José Amézaga, y los ministros de Obras Públicas Tomás Berreta y Salud Pública Dr. Francisco Forteza, junto a los intendentes de Tacuarembó y Durazno, el presidente de la RIONE el ingeniero Eduardo Terra Arocena y el embajador William Dawson de los EE. UU., en un acto y posterior lunch al cual asistieron unas 2000 personas. También concurrieron e hicieron uso de la palabra el Dr. Alberto Mañe (político colorado partidario de Terra), el senador Ángel Cusano por el Partido Nacional, José Antuña y el senador Dr. César Charlone, en nombre de los exministros de Terra. La Unidad 1 fue inaugurada el 5 de enero de 1947, la Unidad 3 el 25 de octubre de 1948, y la Unidad 4 el 24 de diciembre de 1948.

#### Fin de las obras
La Ley del 12 de abril de 1950 determinó el cese de los trabajos de la RIONE (Comisión Técnica y Financiera de las Obras Hidroeléctricas del Río Negro), pasando las obras a depender de la UTE (Usinas Eléctricas y los Teléfonos del Estado), y el personal asimilado a la misma con similares jerarquías, o sería jubilado con el beneficio de paga adicional de 2 meses por año trabajado en la RIONE. El 2 de mayo de 1950 se efectiviza la entrega de los bienes y valores de la RIONE a UTE, quedando pendiente solamente finalizar algunas inyecciones del subsuelo, iluminar el dique y arreglar la caminería de la población.

#### Pueblo Cardozo
El realojamiento de las poblaciones inundadas al completarse de agua los embalses de las represas, cuestión actualmente prevista en la construcción de grandes embalses, no lo fue para Rincón del Bonete. Es el caso del pueblo Cardozo (Uruguay) o Cardozo Grande que quedó parte bajo las aguas, otra parte aislado sin comunicación terrestre al formarse la gigantesca península resultante del lago artificial, y su población dispersada (de unos dos mil habitantes antes de la construcción de la represa, solo quedan unas decenas de pobladores). La solución prevista para le época fue la expropiación del pueblo completo, basándose en el exiguo valor inmobiliario de catastro de las propiedades, con un pago individual a cada poblador para su realojamiento. Esto no resolvió el problema ya que el dinero no alcanzaba a cubrir los gastos del traslado de los pobladores a cobrar la indemnización a Montevideo, y gastos de traslado una nueva localidad (alquiler o adquisición de una nueva vivienda). Estas situaciones no se volvieron a repetir, como el caso del pueblo Andresito (Uruguay) inundado por el embalse de la Represa de Palmar, construyéndose un nuevo pueblo junto a la Ruta N.º 3, y realojando a todos sus habitantes.

#### Coronamiento 1.ª Etapa +84,30m y 2.ª Etapa +86,90 m
La obra de Rincón del Bonete fue proyectada por Ludin ya en 1933, en dos etapas para el coronamiento del dique. En la Primera Etapa coronamiento de +84,30 m, para un nivel de operación normal del embalse (sin vertimiento) de +80,00 m; el nivel aguas abajo se ubicaría entre las cotas 52 y 53,60 m, y el umbral del vertedero en cota +76,00 m. Esta Primera Etapa fue ejecutada por la RIONE (1938..1950) para el dique en el tramo de compuertas de toma de las cuatro turbinas, y en el vertedero, no así en los diques de margen derecha e izquierda, que fueron ejecutados en cota de coronamiento +84,30 m.   
En la Segunda Etapa, que correspondía a la entrada en servicio de la central "Rincón de Baygorria", se elevaría el coronamiento a la cota +86,90 m, y el nivel de operación a la cota 83,00 m con el objeto de recuperar la caída que resultaba disminuida como consecuencia del remanso de Baygorria, que elevaría el nivel del Río Negro en Paso de los Toros y aguas abajo de Rincón del Bonete en unos 2 metros de altura. También el umbral del vertedero sería elevado según el proyecto de Ludin a cota +79,00 m, pero esto no fue realizado por la RIONE, y hasta hoy el umbral se ubica en cota +76,00 m. 
La continuación de la obras de Segunda Etapa se proyecto en el año 1954, por la Oficina de Ingeniería Civil de Obras Hidroeléctricas de UTE, con elevación del dique de ribera a la cota +87,00 m.  completó luego de la creciente de 1959, en cuanto al aumento de la cota de los diques laterales, pero la operación del lago se mantuvo en el rango de cotas; 70,00..80,00 metros. Las secciones del dique en la zona de la toma de agua y el vertedero, se construyeron inicialmente a 43,30 metros de altura sobre la fundación profunda en el lecho del río, o sea cota 86,90 m nivel final del embalse según el proyecto de Adolf Ludin de 1933. 
Las no óptimas condiciones geológicas, del suelo de fundación de la presa, llevaron a diseñar los pilares de forma que la compresión del terreno sea mínima. Esto se logró con el sistema Noetzli, similar al empleado en Río Salado en México, un muro hueco y contrafuertes de cabezas redondas macizas que transmiten la presión del embalse al suelo. El esfuerzo de compresión sobre el terreno usual de 8 kg/cm2, para un dique de gravedad vertical, se bajó a 3 a 4 kg/cm2 uniformemente distribuido. En los estribos del dique, margen derecha e izquierda, la más extensa en el Departamento de Durazno, como la altura es menor, y la roca de fundación lejana al lecho del río, es de mayo solidez, se empleo un muro de perfil de gravedad, más económico que los pilares centrales del tipo Noetzli.

#### El Campo 3
En octubre de 1952 se le adjudica al Batallón de Ingenieros N.º 3, un campo situado sobre el Lago de Rincón del Bonete, conocido como “campo 3”, ubicado a la altura del Arroyo Cardozo, el que sería empleado para impartir instrucción y mantener ganado.

#### Disolución de la RIONE
Por Ley N.º 11 407, del 30 de marzo de 1950, se disuelve la denominada RIONE (COMISIÓN TÉCNICA Y FINANCIERA DE LAS OBRAS HIDROELÉCTRICAS DEL RÍO NEGRO). El Artículo 2° versa; "Decláranse terminados los cometidos de la Comisión Técnica y Financiera de las Obras Hidroeléctricas del Río Negro (R.I.O.N.E.)", el Artículo 3°; "Todas las obras que estaban a cargo de la R.I.O.N.E., en su estado actual, pasarán de inmediato bajo la dependencia de la Administración General de las Usinas Eléctricas y los Teléfonos del Estado (U.T.E), a cuyo cargo queda la terminación de las mismas, así como su explotación y administración.",

## 50 años de operación de la Central

#### Elevación a Cota final 86,90
En 1954 la UTE retoma el proyecto de elevación de las cotas, inicialmente de +84,30 a +86,90 m para los diques laterales de concreto y a +87,00 m el terraplén (dique de tierra).

#### La Creciente de 1959
En 1959 se producen las inundaciones de abril de 1959 en Uruguay, una creciente extraordinaria para el río Negro, el río Uruguay y otros ríos y arroyos menores del país. Las lluvias ocurridas en los meses de marzo y abril, fueron de magnitud tal que a pesar de encontrarse el lago en un nivel inicial relativamente bajo (menor a la cota +79,00 m), el volumen de agua que llegó en un tiempo corto fue tres veces superior a la capacidad de acumulación del embalse. Pese a haberse operado en situación de emergencia, con vertedero abierto al máximo y haberse volado con dinamita diques auxiliares de tierra, el agua desbordó por encima de la presa, inundando la sala de máquinas y gran parte de las poblaciones aguas abajo. Según el proyecto del Prof. Ing. Adolf Ludin, la presa fue diseñada para una creciente máxima de 9000 m³/s. Valor de diseño de Ludin en su proyecto de 1933, quien toma conocimiento de declaraciones de vecinos de Paso de los Toros de los niveles alcanzados en las históricas creciente de 1888 y 1825. Durante la crecida de 1959, llegó un caudal máximo de aporte de 17300 m³/s, casi el doble de la previsión del proyecto. Gracias al efecto amortiguador del embalse, aguas abajo de la Central dicho pico resultó reducido casi a la mitad, y fue así que el desagüe máximo alcanzó a algo más de 10 000 m³/s, al llegarse al nivel +85,00 metros en el lago. El agua llegó a la cota +66,00 en la ciudad de Paso de los Toros, pero si se simula la crecida con modernos modelos informáticos, de no haber existido la presa, hubiera llegado a la cota +70,48. En la actualidad se han logrado grandes avances en la predicción meteorológica, pero continúan siendo pronósticos (asociados a incertidumbres, discrepancias o distorsiones), y si bien son tenidos en cuenta, no es posible basarse en ellos exclusivamente para la toma de decisiones operativas, fundamentalmente en situaciones donde se vean disminuidos los márgenes de seguridad. Sin embargo, este progreso de los servicios meteorológicos junto al gran desarrollo de las comunicaciones, ayudan a una mejor gestión de los embalses. Luego de 1959 se tomaron acciones preventivas consistentes en la elevación del coronamiento del dique de hormigón a la cota +86,90 m y diques laterales de tierra a la cota +87,00 m, con el consiguiente aumento de la capacidad reguladora del embalse, la expansión de la red de medición hidrológica, y nuevas políticas de operación de la planta. Con estas acciones la Central Terra cumple con las normas aceptadas a nivel mundial, y no se vería desbordada en una situación como la vivida en el año 1959.

#### Valle del Río Negro
En 1967 el Poder Ejecutivo creá la Comisión Honoraria para el estudio del aprovechamiento integral del Valle del Río Negro, la cual contrata en a la consultora “Development and Resources Corporation”, emitiendo un informe en 1969 para el aprovechamiento integral del Río Negro; producción de alimentos, fibras, maderas, y transporte fluvial por el Río Negro. Para control de crecidas, irrigación y generación de energía hidroeléctrica recomienda la construcción de embalses adicionales a los existentes (Rincón del Bonete y Rincón de Baygorria), aumentar la altura de la represa en Rincón del Bonete y controlar el río con cámaras de regulación abajo del Palmar o construir un dique frente a la ciudad de Mercedes. Este proyecto nunca se llavó a cabo.

#### El km 329
En 1934 llegó el ferrocarril a Sarandí del Yí desde Florida, en 1939 a Blanquillo, en 1950 desde Blanquillo al km 296, y 1954 alcanza el km 329 de la Red ferroviaria de Uruguay, quedando inconcluso el cruce sobre el Río Negro. En 1985 se construyó el puente ferroviario y en 1989 el puente carretero, comunicando el sur del país con el incomunicado noreste.

#### Donde cayó el avión
La Isla N.º 7 del Lago de Rincón del Bonete es empleada por la Fuerza Aérea del Uruguay para prácticas de bombardeos con sus aviones caza. En estas prácticas se estrellaron en las aguas los aviones P-51 Mustang modelo F-51 D matrícula FAU 252 (accidentado el 8 de agosto de 1955 y rescatado en 1992) tripulado por el teniente Jorge Thomasset, y FMA IA-58 Pucará matrícula FAU 225 (accidentado el 22 de julio de 1993 y aún cubierto por las aguas) tripulado por el teniente primero de aviación Miguel Fodrini y el teniente segundo de aviación Mario Roldós. El avión FAU 252 fue rescatado de las aguas en 1992, y el bloque del motor del mismo actualmente se encuentra volando en Canadá. Los restos del FAU 225 permanecen en el fondo del lago, donde se pueden ver desde el aire, dada la poca profundidad de las aguas en el lugar.

#### Las Islas y Penínsulas del Lago
En 1968 se crea la Dirección de Lucha contra la Fiebre Aftosa (DILFA) del Uruguay. Con fines de investigación experimental, cuenta con reserva de ganado vacuno, libre de contaminación, en dos penínsulas (Cardozo y Bustillo) y cinco islas (Islas N°; 3, 6, 8, 9 y 10) del lago de Rincón del Bonete. La Comisión contaba para el traslado del ganado, con dos balsas de transporte de ganado y un remolcador (remolcador de fibra de vidrio “Dilfa” varado en el extremo del dique de la represa, lado Durazno).

#### Energía eléctrica producida
Desde su entrada en servicio en 1945 hasta diciembre de 1960, la represa produjo 7516 GWh (giga-vatios hora), lo que en 1960 representó el 65 % de la energía eléctrica consumida y producida. Hasta su renovación en 1994-97, la represa generó 31 317 GWh, lo que representa un factor de capacidad de 59 % (aprovechamiento de la potencia instalada).

### La Renovación de 1994-97

#### Diagnóstico por EDF
En 1988 se realizó un llamado a consultoría externa, para diagnosticar el estado de los equipamientos electromecánicos de la Central, en vistas a una extensión de la vida útil de las unidades y equipos auxiliares de la Central. La consultoría fue adjudicada a la empresa EDF (Électricité de France), la cual emitió un informe detallado de los equipos que sería necesario renovar y especificaciones técnicas para el necesario llamado a licitación.
El informe detallaba entre otros puntos; el mal estado del aislamiento de los bobinados de las máquinas 3 y 4 (no renovado en la Unidad 3 luego de la inundación de la Sala de Máquinas en 1959), sistemas de engrase deteriorados en el distribuidor de la turbina, desprendimiento de las chapas del blindaje del tubo de aspiración (anillo inferior al denominado anillo de garganta de la turbina), regulador de tensión y velocidad electromecánicos con respuesta muy lenta, dudoso estado de las rejas en las tomas de agua y juntas de dilatación de las tuberías forzadas, carencia de cierres de servicio en el vertedero.

#### Nuevos estátores y turbinas
Fueron comprados 4 nuevos estátores de los generadores (laminado y bobinado de 13,8 kV) a la empresa Alsthom Jeamont de Belfort en Francia (luego pasó a ser GEC Alsthom en desarrollo de los trabajos), y renovados los 48 polos salientes de cada rotor de generador (con nuevo bobinado polar). Fueron comprados 4 nuevos rodetes Kaplan de 5 palas (el anterior tenía 6 palas) a la empresa Neyrpic (filial de GEC Alsthom en Grenoble Francia), así como nuevos cojinetes de empuje del generador (también a Neyrpic). Fueron renovados los servomotores y palas del distribuidor de la turbina, las tuberías forzadas (nuevas juntas de dilatación), renovación de las compuertas de toma y sus servomotores, nuevos excitatrices estáticas, reguladores de tensión y velocidad, nuevo sistema de extinción de incendio de los generadores con CO2. 

#### Instalaciones Auxiliares
Las instalaciones eléctricas de BT (Baja Tensión), MT (Media Tensión), CC (corriente continua en 125 y 250 VCC), fueron sustituidas totalmente por nuevos tableros y cableados, por la empresa Spie Batignolles de París Francia. Esta empresa también diseño los tableros con automatismos de arranque/parada de unidad (comando y control de unidad), y el sistema SCADA Wizcon para toda la Central. Fueron renovadas las instalaciones del vertedero hidráulico, tableros de cierre de aguas abajo, trabajos realizados por la filial uruguaya de la compañía francesa Saceem y Mecánica Pesada de San Pablo Brasil. Esta última también suministro una nueva grúa pórtico de 15 toneladas para maniobrar los cierres de aguas abajo (tubo de aspiración), y una grúa pórtico similar de 30 t para maniobrar las compuertas de vertedero. No fue renovada la grúa limpiarejas marca Voith, original de 1940 (en 1997 fue renovada la instalación eléctrica por PRODIE de Montevideo, y en 2012 fue renovada parte de la instalación mecánica por personal propio de la Central). Nuevo sistema de aire comprimido a 30 bar, nuevo sistema de ventilación, con presurización por inyección y extracción de aire en Sala de Máquinas, y de Aire Acondicionado en Sala de Mando,

#### Transformadores de Potencia
Los transformadores de potencia monofásicos Westinghouse existentes, fueron reemplazados por nuevos transformadores marca Pauwels Trafo de Bélgica, de 36 MVA y 13,8/161 kV. El montaje estuvo a cargo del personal de la Gerencia de Obras de Transmisión de UTE.

#### Desarrollo de los trabajos
El control de obra se realizó con una oficina de UTE en Montevideo (Jefe de Proyecto, 4 ingenieros, dos contadores públicos, dos ayudantes de ingeniero y 3 funcionarios administrativos), y una oficina de seguimiento y control de obra en la represa (Jefe de Obra, 3 ingenieros, 8 controladores de obra y dos funcionarios administrativos). Los trabajos de renovación en sitio comenzaron en noviembre de 1993, realizándosé durante 1994 la renovación de la Unidad 3 y el montaje de la totalidad de los nuevos equipos auxiliares. En 1995 se renovó la Unidad 4, en 1996 la Unidad 1 y en 1997 la Unidad 2. Durante 3 años convivieron prácticamente dos centrales paralelas, con dos salas de mando, dos instalaciones de baja tensión, algunas unidades generadoras renovadas y otras sin renovar. Todo ello se realizó solamente con la indisponibilidad de una unidad a la vez durante por un total de 10 meses; un mes de desmontaje, 8 meses de montaje, un mes de ensayos. A continuación dos meses de la denominada marcha semi-industrial de prueba, con la unidad generando, sin indisponibilidad (perdida de producción). Las viejas instalaciones auxiliares de fueron desmontadas en 1997, la antigua Sala de Mando salió de servicio también ese año.

#### Control del Banco Mundial
Ante exigencia del Banco Mundial, quien otorgó el préstamo para renovar la Central, se contrató una consultoría de apoyo para el proyecto (1992 a 1994), y otra para el seguimiento de la obra (1994 a 1997). En la primera se contó con los servicios del eminente ingeniero Roberto Maissonave, quien fuera jefe de la Central durante muchos años, y del ingeniero Siegmund Antmannn, quien antes fuera director de Comipal el organismo que llevó adelante el proyecto de la represa de Palmar (denominada oficialmente como “Constitución”) también en el Río Negro. La consultoría de obra estuvo a cargo de la firma inglesa Merz and Mc Lellan, con un ingeniero mecánico residente, el ingeniero Harry Rana, y un ingeniero eléctrico residente, el ingeniero Anthony Beaumont.

#### Mejoras y trabajos posteriores
Los disyuntores de potencia en alta tensión de 150 kV, originales marca Westinghouse del tipo de gran volumen de aceite, se conservaron hasta 2005, cuando fueron reemplazados por disyuntores del tipo tanque muerto trifásicos (trabajo realizado por personal propio de la Central), suministrados por el fabricante Areva en Charleroi EE. UU. (posteriormente Alstom T&D). En el año 2006 se reemplaza el sistema SCADA Wizcon y sus remotas (RTUs) Siemens, por nuevos equipos de tecnología nacional, sistema SCADA Mirage y remotas del fabricante Controles S.A. de Uruguay. En 2009 se contrata al fabricante de los nuevos generadores, Alstom Francia, para reparar puntos dañados por efecto corona entre barras de alta tensión de distinta fase, en los 4 generadores.

## Atractivos turísticos
Entre los atractivos turísticos para quienes visiten Rincón del Bonete, cabe mencionar la fachada del edificio de la Central, proyectada por el arquitecto Julio Vilamajó, con la misma fisonomía que la fachada de la Facultad de Ingeniería UDELAR (Universidad de la República) en Montevideo.
Otro punto de interés es el Faro Aéreo de Rincón del Bonete, ubicado sobre la torre y depósito de agua potable de la población, fue instalado en 1944 por la RIONE, aunque la enorme lámpara con la esvástica en el filamento, hace suponer que el fanal en la torre, el faro, fue proyectad en su instalación por nazis apostados en la Obra entre 1937 y 1942. Faro aéreo actualmente en servicio, el cual puede ser observado a simple vista en un radio de 50 km.
La Central puede ser visitada en su interior de 9:00 a 12:00 y de 15:00 a 17:00, la Sala de Mando antigua, la galería de fotografías de la Obra en 1938, fotografías de la inundación de 1959. El minimuseo del segundo piso con antigüedades, incluyendo el reloj electromecánico patrón, que regulaba la frecuencia de 50 Hz y la hora del Uruguay antes de la interconexión en alta tensión con Argentina.
Desde el puente carretero del dique, pueden observase numerosas aves; patos maragullones, gaviotas, gaviotines y el mal denominado "carancho" o "cuervo negro" por los lugareños. Este último, se trata en realidad de ejemplares de buitre de cabeza negra Coragyps atratus, mezclados con algunos buitres de cabeza roja Cathartes aura, los que a pesar de su similitud no guardan relación directa con los buitres europeos. En Rincón del Bonete, en el monte de eucaliptos habita una numerosa colonia de estos buitres, la que podría ser una de las mayores de América del Sur.

## Leyes y decretos concernientes al embalse

### Regulación de la pesca
En el Decreto N° 147/997, del 7 de mayo de 1997, Artículo 47, establece la prohibición de la pesca bajo cualquier modalidad, en todas las represas del territorio nacional hasta 1 (un) kilómetro aguas abajo de las mismas.
Periódicamente, generalmente a pedido de los propios, en reuniones del Consejo Zonal de Pesca, y la Dinara (Dirección Nacional de Recursos Acuáticos), establece periodos de veda para ciertas especies y en ciertas regiones del lago.
El Consejo Zonal de Pesca de Rincón del Bonete entró en funcionamiento el 2 de mayo de 2012 y abarca el lago de Rincón del Bonete (Zona I de DINARA) y sus puertos base de San Gregorio de Polanco y de Rincón del Bonete.

### Contaminación de las aguas
La posible contaminación del embalse está regulada por el Decreto 253/979 del 9 de mayo de 1979.

### Código de aguas
El Código de Aguas de la República Oriental del Uruguay, del 15 de diciembre de 1978, promulgado por el decreto ley 14 859 (modificado por las leyes 16.170 de 28/12/1990, 16 320 de 1/11/1992, 16 858 de 3/9/1997, 17 142 de 23/7/1999, 17 296 de 21/2/2001), establece atribuciones y responsabilidades del Poder Ejecutivo para administrar las aguas del país en lo relativo a su cantidad y calidad; establece como primera prioridad para su uso el abastecimiento de agua potable a poblaciones; asigna competencias en materia de aguas al MTOP (Ministerio de Transporte y Obras Públicas).

### Ley y Decreto Forestal
La Ley N° 15 939 del 28 de diciembre de 1987, y su Decreto reglamentario N° 452/988 del 6 de julio de 1988, establecen como terrenos forestales las márgenes del Río Negro en toda su extensión, incluyendo los lagos de las tres represas existentes. Para terrenos con un mínimo de 10 hectáreas, la forestación obligatoria es entre la orilla del río o lago y la orilla de la creciente promedio, con un ancho mínimo de 150 metros.

### Declaración de Zona Turística
La Ley 17 555, del 19 de septiembre de 2002, declara de interés nacional, como zona turística, conforme a lo dispuesto por el ordinal 9.º) del artículo 85 de la Constitución de la República, Zona de Rincón del Bonete aledaña a la Central Hidroeléctrica "Dr. Gabriel Terra" en el departamento de Tacuarembó.

## Premios, homenajes y literatura

### 100 años de Ingeniería
En 2003 la represa Rincón del Bonete fue incluida, como 1 de 99 obras de ingeniería, en la edición especial del libro de conmemoración de los cien años de la Asociación de Ingenieros del Uruguay, fundada el 12 de octubre de 1905.

### Certificación de Calidad ISO 9000 y otras
En 2002 la represa obtiene el Certificado de Calidad, ISO 9001:2000, otorgado por LATU Sistemas, ÔQS-ÖVQ y la red Internacional de calidad IQNet.
En 2005 se obtiene la Certificación de Calidad y Medio Ambiente, ISO 9001:200 y 14001:2004 por LATU Sistemas SA; IQNet y OQS, para los procesos de Operación y Mantenimiento y Auscultación y Gestión del Agua de la Gerencia Generación Hidráulica.
En 2008 la represa obtiene la Certificación de Seguridad Laboral, OHSAS 18001:2007 de los Procesos Operación y Mantenimiento en las centrales hidroeléctricas, Auscultación de Presas y Gestión del Agua (Generación Hidráulica).

### Escultura Conmemorativa de creciente de 1959
En la entrada del puente se encuentra la escultura ganadora del concurso conmemorativo de los 50 años de la creciente de 1959 en Rincón del Bonete. La escultura fue realizada en 2009, por el artista plástico Fernando Stevenazzi de Paso de los Toros, con la colaboración del arquitecto Andrés Rubilar de Montevideo. La escultura consistente en un "barco de papel" (construida en acero inoxidable), dentro de un cubo de cristal, fue titulada "Navegar es Necesario".

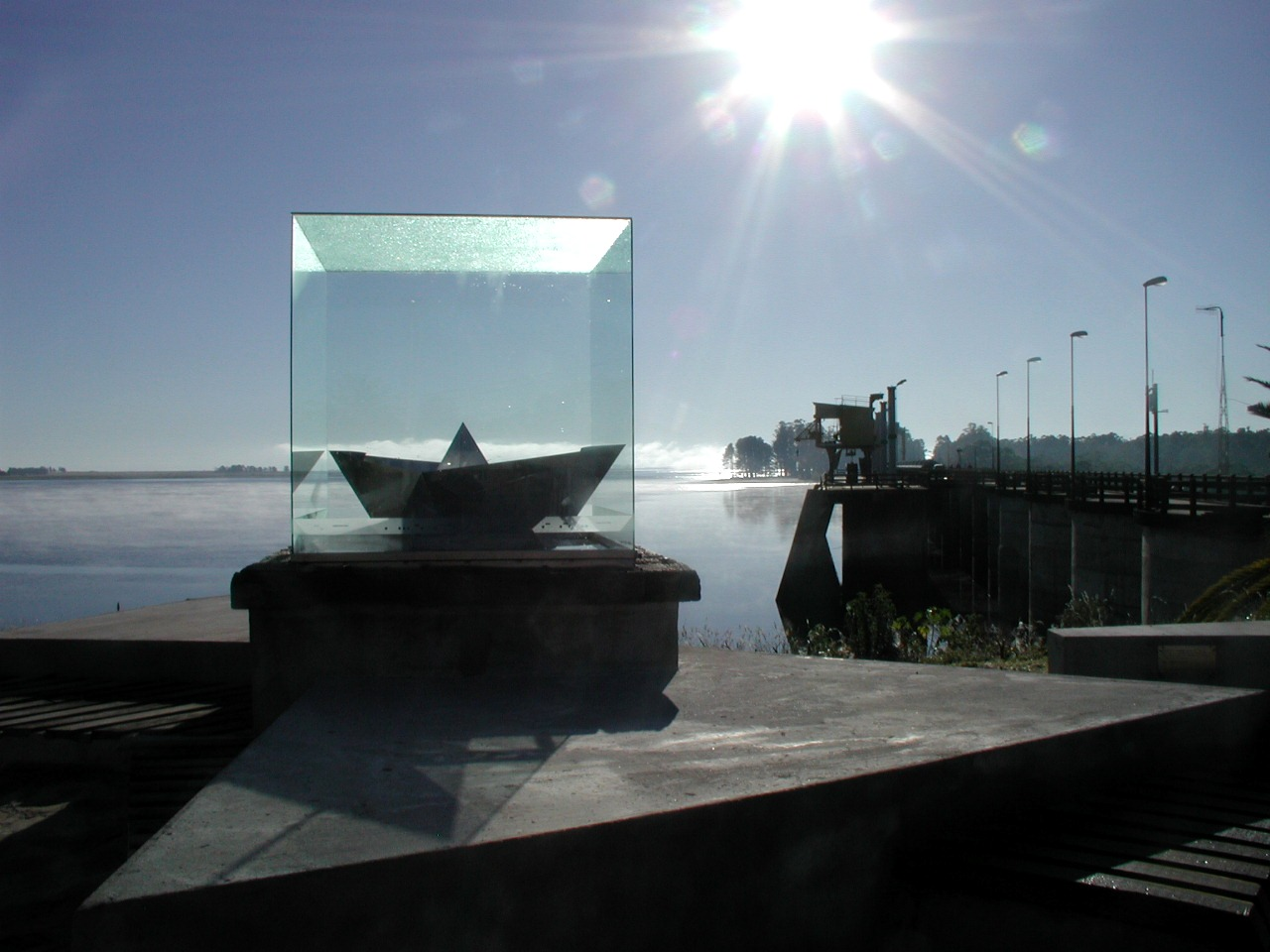
Escultura conmemorativa de los 50 años de la Creciente de 1959.

### Bienal de Venecia año 2010
En la Bienal de Venecia del año 2010, Uruguay estuvo representado por la propuesta “5 narrativas, 5 edificios”; el Estadio Centenario, el Palacio Salvo, el Frigorífico Anglo del Uruguay, el Edificio Panamericano y la represa de Rincón del Bonete. La muestra se desplegó con 5 vídeos sobre pantalla plana, ubicados las 5 pantallas sobre una alfombra de cuero de vaca natural, con textos narrativos e historias en las paredes del local que tiene asignado Uruguay en la Bienal.

### Especial de TV sobre la represa
En marzo de 2011 se realiza la filmación del programa especial sobre "Energía Eléctrica. Represa de Rincón del Bonete / Despacho Nacional de Cargas", el cual es emitido en TV Ciudad, el canal cable de la Intendencia Municipal de la Ciudad de Montevideo.

### IEEE Milestone 2012
El 14 de diciembre de 2012, se celebró el reconocimiento por el IEEE Internacional a la Represa y Sistema de Transmisión de Rincón del Bonete como IEEE Milestone. Los IEEE Milestone son hitos en la historia mundial del desarrollo de la ingeniería puesta al servicio de la Sociedad. El IEEE Milestone entregado a la Central Dr. Gabriel Terra es el segundo otorgado en América del Sur. En el acto realizado en la misma represa, la locución principal estuvo a cargo del renombrado Escritor e Ingeniero Juan Grompone, realizó una reseña de lo que significó la hidrogeneración en el Uruguay para la carrera de ingeniería (que fue creada gracias a la misma), y anécdotas personales en su pasar por Rincón del Bonete como estudiante, y la mención a la novela de su autoría titulada “Ciao, ¡Napolitano!”, escrita en 1992, donde Rincón del Bonete es el escenario de una atrapante trama de espionaje, con personajes originarios de los países en pugna durante la Segunda Guerra Mundial; EE. UU., Inglaterra y la Alemania Nazi.

### History Channel año 2017
En septiembre de 2017, un equipo de filmación del canal de televisión de la producción del Canal de Televisión History Channel, visita y realiza una filmación en la represa Rincón del Bonete. Se trata del episodio número 23, "Objetivo Estados Unidos" de la serie "Persiguiendo a Hitler" ("Hunting Hitler" en inglés). La línea argumental es el Faro Aéreo de Rincón del Bonete, ubicado al centro de la población, y su posible vínculo con los vuelos nocturnos de aviones con nazis en huida desde Europa, en la denominada "línea de las ratas" o  ratlines. También se presume el vínculo de la hidroeléctrica Rincón del Bonete, con las plantas de producción de Agua pesada de la Alemania nazi, como la planta hidroeléctrica de Vemork de Norsk Hydro, en la localidad de Rjukan, provincia de Telemark en Noruega, bombardeada por los Aliados en la Segunda Guerra Mundial, en la denominada Batalla del agua pesada, de la película Los héroes de Telemark. 
Las evidencias concretas para sustentar la teoría de una posible producción de Agua Pesada (Óxido de Deuterio) en la represa Rincón del Bonete, son los esquemas eléctricos y una serie de dibujos constructivos de un enorme reactor de electrólisis de agua, funcionando en corriente alterna, denominado "resistencia de agua" (“Wasserwiderstand” en idioma alemán). Reactor de descarga eléctrica con arco de alta tensión sostenido en agua. También existen fotografías de físicos nucleares de la época (1938 a 1946), en la misma represa, como; Werner Heisenberg, Kurt Diebner (ver Proyecto Uranio), Samuel Goudsmit (ver Operación Alsos), Wolfgang Pauli, y físicos otros de renombre. Hasta la fecha ningún historiador de la física nuclear, ha realizado una evaluación técnica o pericia de estas evidencias.

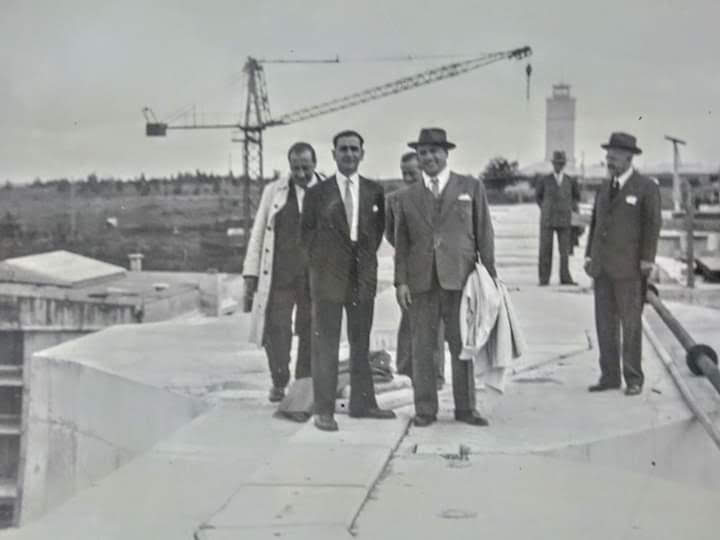
El físico Samuel Goudsmit, junto a Wolfgang Pauli, en la Obra del Río Negro (Rincón del Bonete) paralizada en agosto de 1942.

### Ley N.º 19.795 RINCÓN DEL BONETE
El 4 de septiembre de 2019, en el Parlamento se promulga la Ley N.º 19.795 RINCÓN DEL BONETE; modificó el nombre de la Represa Hidroeléctrica denominada "Dr. Gabriel Terra", por el de "Rincón del Bonete". En el año 1973, un decreto adeministrativo, del entonces Presidente de la República Juan María Bordaberry, tras reciente Golpe de Estado, cambio el nombre de Rincón del Bonete por el del presidente dictador el Dr. Gabriel Terra de marzo de 1933.

### Patrimonio Arqueológico
En el año 2020, la Comisión de Patrimonio Histórico Departamental del Departamento de Tacuarembó, incluye a Rincón del Bonete en el "INVENTARIO ARQUEOLÓGICO Y PATRIMONIAL DEL DEPARTAMENTO DE TACUAREMBO", documento emitido por la Intendencia Departamental de Tacuarembó, fechado en diciembre de 2020.

#### Patrimonio: Arq. Julio Vilamajó
En la población de Rincón del Bonete, se pueden descubrir algunos elementos arquitectónicos, patrimonio legado del célebre arquitecto  Julio Vilamajó (1894-1948), amigo de los ingenieros Luis Giorgi y Víctor Soudriers, Vilamajó Echaniz es conocido por sus colegas arquitectos y los uruguayos, por obras como el Hotel "El Mirador", Villa Salus, Villa Serrana y la sede de las Naciones Unidas. Su legado en Rincón del Bonete fue objeto de estudio e investigación del Arquitecto Gustavo Scheps; publicado en su tesis doctoral titulada; "magnetismo y auto-hipnosis", del año 2008, y "17 REGISTROS. Facultad de Ingeniería de Montevideo (1936-1938) de Julio Vilamajó", año 2008. El paralelismo arquitectónico entre ambas obras, Rincón del Bonete y Facultad de ingeniería, comienza cuando Vilamajó en sus primeros bocetos de la nueva facultad, para la nave central,  dibuja y distribuye los institutos de Electro, las alas del Instituto de Ensayos de Máquinas, el Instituto de Hidráulica, en la configuración de un grupo generador y turbina hidroeléctrica. 

#### Fachada de Casa de Máquinas
Proyecto ejecutivo por el arquitecto Vilamajó la imponente fachada Este y Norte de la Casa de Máquinas de la Central Hidroeléctrica, con ventanales para ingreso de luz natural en forma de mosaico, construido con aberturas estilo Art Deco, de la década de 1930, fabricados por Casa Debernardis de Montevideo, similares a los existentes a la Facultad de Ingeniería de la Universidad de la República en Montevideo.  Una fachada muy particular del arquitecto Vilamajó, en la pequeña Casa de Máquinas del Pasabarcos de la Dirección Nacional de Hidrografía.

#### Legado Vilamajó a descubrir
Otros elementos arquitectónicos legado de Vilamajó en Rincón del Bonete son; la vivienda Sur del Jefe de Obra, la fuente en la plaza principal, la terraza de acceso Oeste a la Casa de Comando, las terrazas en playa norte, las rotondas con simbólicos motivos dolomita blanca y negra, y los trazados de las avenidas y bulevares de la antigua población. Estos últimos formaron parte de lo que se denomino "URBANIZACIÓN DE LA ZONA" por la RIONE. También el denominado "Cero Bonete de Julio Vilamajó", torre de concreto base o punto de fijación del teodolito de observación para la nivelación en el plano horizontal de las obras, ubicado en la margen izquierda, aguas arriba de la presa. 

#### Medalla de Inauguración 1945
Vilamajó también tuvo a su cargo el diseño del boceto de la medalla de bronce, acuñada con motivo de la inauguración de la Central Hidroeléctrica Rincón del Bonete, diciembre de 1945.  La matriz final de la medalla, fue ejecutada por el escultor Antonio Pena y acuñada por la Casa Tammaro, bajo el título; "Dique y obras hidroeléctricas del Rincón del Bonete". Material cobre y una versión exclusiva enchapada en oro 19K, liso, 56 g. ;50 x 3 mm.  Anverso: Efigie de frente de hombre desnudo recostado, simbolizando el río; cae agua de su brazo derecho. Debajo; tres caballitos de mar. Firma, "Pena-Vilamajo". Reverso: Parte superior, caracola. Debajo "Dique y obras hidroeléctricas del Rincón del Bonete Río Negro - Uruguay". Parte inferior "Inauguración diciembre MCMXLV". Al exergo; estrella. Firma, "Tammaro".  Esta medalla comparte algunos elementos artísticos con el Monumento de Cordialidad Internacional (1944), del Parque Lesama, Ciudad de Buenos Aires, también obra de Julio Vilamajó y Antonio Pena.

## Otras centrales hidroeléctricas de Uruguay
- Represa de Salto Grande
- Represa de Baygorria
- Represa de Palmar